# Liste der Kulturdenkmale in Berlin-Friedrichshagen

Lage von Friedrichshagen in Berlin

In der Liste der Kulturdenkmale von Friedrichshagen sind die Kulturdenkmale des Berliner Ortsteils Friedrichshagen im Bezirk Treptow-Köpenick aufgeführt.

## Denkmalbereiche (Ensembles)
| Nr.      | Lage | Offizielle Bezeichnung | Bestandteile / Beschreibung | Bild                                |
| -------- | --- | --- | --- | ----------------------------------- |
| 09045833 | Ahornallee 13–15 (Lage) | Ensemble Ahornallee Baudenkmal siehe: Ahornallee 13                                                                              | Weitere Bestandteile des Ensembles: | Weitere Bestandteile des Ensembles: |
| 09045833 | Ahornallee 13–15 (Lage) | Ensemble Ahornallee Baudenkmal siehe: Ahornallee 13                                                                              | 09045835 – Ahornallee 14, Wohnhaus, 1888 von E. Schrammer |                                     |
| 09045833 | Ahornallee 13–15 (Lage) | Ensemble Ahornallee Baudenkmal siehe: Ahornallee 13                                                                              | 09045836 – Ahornallee 15, Wohnhaus, um 1885 |                                     |
| 09095684 | Bölschestraße 3–136 Am Goldmannpark 1, 2 Aßmannstraße 44/46, 55 Fürstenwalder Damm 484 (Lage)                                                                                              | Kolonistensiedlung Friedrichshagen Baudenkmale siehe: Bölschestraße 6; 25; 27–28; 58; 66; 83; 84–85; 87; 115; 116; 125, (Kirche) | Weitere Bestandteile des Ensembles: | Weitere Bestandteile des Ensembles: |
| 09095684 | Bölschestraße 3–136 Am Goldmannpark 1, 2 Aßmannstraße 44/46, 55 Fürstenwalder Damm 484 (Lage)                                                                                              | Kolonistensiedlung Friedrichshagen Baudenkmale siehe: Bölschestraße 6; 25; 27–28; 58; 66; 83; 84–85; 87; 115; 116; 125, (Kirche) | 09095688 – Bölschestraße, zentraler Platz mit Kriegerdenkmal, 1903 von Felix Görling |                                     |
| 09095684 | Bölschestraße 3–136 Am Goldmannpark 1, 2 Aßmannstraße 44/46, 55 Fürstenwalder Damm 484 (Lage)                                                                                              | Kolonistensiedlung Friedrichshagen Baudenkmale siehe: Bölschestraße 6; 25; 27–28; 58; 66; 83; 84–85; 87; 115; 116; 125, (Kirche) | 09095729 – Bölschestraße 3, Wohnhaus, 1. Hälfte 19. Jh., Umbau 1891 |                                     |
| 09095684 | Bölschestraße 3–136 Am Goldmannpark 1, 2 Aßmannstraße 44/46, 55 Fürstenwalder Damm 484 (Lage)                                                                                              | Kolonistensiedlung Friedrichshagen Baudenkmale siehe: Bölschestraße 6; 25; 27–28; 58; 66; 83; 84–85; 87; 115; 116; 125, (Kirche) | 09095730 – Bölschestraße 4, Mietshaus, 1891 |                                     |
| 09095684 | Bölschestraße 3–136 Am Goldmannpark 1, 2 Aßmannstraße 44/46, 55 Fürstenwalder Damm 484 (Lage)                                                                                              | Kolonistensiedlung Friedrichshagen Baudenkmale siehe: Bölschestraße 6; 25; 27–28; 58; 66; 83; 84–85; 87; 115; 116; 125, (Kirche) | 09095731 – Bölschestraße 5, Wohn- und Geschäftshaus, 1907–1908 |                                     |
| 09095684 | Bölschestraße 3–136 Am Goldmannpark 1, 2 Aßmannstraße 44/46, 55 Fürstenwalder Damm 484 (Lage)                                                                                              | Kolonistensiedlung Friedrichshagen Baudenkmale siehe: Bölschestraße 6; 25; 27–28; 58; 66; 83; 84–85; 87; 115; 116; 125, (Kirche) | 09095733 – Bölschestraße 6A, Wohnhaus, 1873 von L. Allrich |                                     |
| 09095684 | Bölschestraße 3–136 Am Goldmannpark 1, 2 Aßmannstraße 44/46, 55 Fürstenwalder Damm 484 (Lage)                                                                                              | Kolonistensiedlung Friedrichshagen Baudenkmale siehe: Bölschestraße 6; 25; 27–28; 58; 66; 83; 84–85; 87; 115; 116; 125, (Kirche) | Seitengebäude, 1873, von Heiligenstädt und A. Haenschke |                                     |
| 09095684 | Bölschestraße 3–136 Am Goldmannpark 1, 2 Aßmannstraße 44/46, 55 Fürstenwalder Damm 484 (Lage)                                                                                              | Kolonistensiedlung Friedrichshagen Baudenkmale siehe: Bölschestraße 6; 25; 27–28; 58; 66; 83; 84–85; 87; 115; 116; 125, (Kirche) | 09095734 – Bölschestraße 7, Wohn- und Geschäftshaus, 1897–1898 von Rudolf Thieme |                                     |
| 09095684 | Bölschestraße 3–136 Am Goldmannpark 1, 2 Aßmannstraße 44/46, 55 Fürstenwalder Damm 484 (Lage)                                                                                              | Kolonistensiedlung Friedrichshagen Baudenkmale siehe: Bölschestraße 6; 25; 27–28; 58; 66; 83; 84–85; 87; 115; 116; 125, (Kirche) | 09095735 – Bölschestraße 8, Wohnhaus, 1879 von E. Schrammer |                                     |
| 09095684 | Bölschestraße 3–136 Am Goldmannpark 1, 2 Aßmannstraße 44/46, 55 Fürstenwalder Damm 484 (Lage)                                                                                              | Kolonistensiedlung Friedrichshagen Baudenkmale siehe: Bölschestraße 6; 25; 27–28; 58; 66; 83; 84–85; 87; 115; 116; 125, (Kirche) | Nebengebäude, um 1895 |                                     |
| 09095684 | Bölschestraße 3–136 Am Goldmannpark 1, 2 Aßmannstraße 44/46, 55 Fürstenwalder Damm 484 (Lage)                                                                                              | Kolonistensiedlung Friedrichshagen Baudenkmale siehe: Bölschestraße 6; 25; 27–28; 58; 66; 83; 84–85; 87; 115; 116; 125, (Kirche) | 09095736 – Bölschestraße 9, Wohnhaus, 1879 von E. Schrammer |                                     |
| 09095684 | Bölschestraße 3–136 Am Goldmannpark 1, 2 Aßmannstraße 44/46, 55 Fürstenwalder Damm 484 (Lage)                                                                                              | Kolonistensiedlung Friedrichshagen Baudenkmale siehe: Bölschestraße 6; 25; 27–28; 58; 66; 83; 84–85; 87; 115; 116; 125, (Kirche) | Nebengebäude, 1884–1896 |                                     |
| 09095684 | Bölschestraße 3–136 Am Goldmannpark 1, 2 Aßmannstraße 44/46, 55 Fürstenwalder Damm 484 (Lage)                                                                                              | Kolonistensiedlung Friedrichshagen Baudenkmale siehe: Bölschestraße 6; 25; 27–28; 58; 66; 83; 84–85; 87; 115; 116; 125, (Kirche) | 09095737 – Bölschestraße 10, Wohnhaus, um 1820, Erweiterung 1854 |                                     |
| 09095684 | Bölschestraße 3–136 Am Goldmannpark 1, 2 Aßmannstraße 44/46, 55 Fürstenwalder Damm 484 (Lage)                                                                                              | Kolonistensiedlung Friedrichshagen Baudenkmale siehe: Bölschestraße 6; 25; 27–28; 58; 66; 83; 84–85; 87; 115; 116; 125, (Kirche) | 09095752 – Bölschestraße 11, Mietshaus, 1914–1916 von Alfred Fischer |                                     |
| 09095684 | Bölschestraße 3–136 Am Goldmannpark 1, 2 Aßmannstraße 44/46, 55 Fürstenwalder Damm 484 (Lage)                                                                                              | Kolonistensiedlung Friedrichshagen Baudenkmale siehe: Bölschestraße 6; 25; 27–28; 58; 66; 83; 84–85; 87; 115; 116; 125, (Kirche) | 09095738 – Bölschestraße 12, Wohn- und Geschäftshaus, 1903–1904 von Gloede |                                     |
| 09095684 | Bölschestraße 3–136 Am Goldmannpark 1, 2 Aßmannstraße 44/46, 55 Fürstenwalder Damm 484 (Lage)                                                                                              | Kolonistensiedlung Friedrichshagen Baudenkmale siehe: Bölschestraße 6; 25; 27–28; 58; 66; 83; 84–85; 87; 115; 116; 125, (Kirche) | 09095739 – Bölschestraße 12A, Wohnhaus, 1. Hälfte 19. Jh., Umbau 1871 von William Müller |                                     |
| 09095684 | Bölschestraße 3–136 Am Goldmannpark 1, 2 Aßmannstraße 44/46, 55 Fürstenwalder Damm 484 (Lage)                                                                                              | Kolonistensiedlung Friedrichshagen Baudenkmale siehe: Bölschestraße 6; 25; 27–28; 58; 66; 83; 84–85; 87; 115; 116; 125, (Kirche) | 09095740 – Bölschestraße 13, Wohnhaus, 1877 von William Müller |                                     |
| 09095684 | Bölschestraße 3–136 Am Goldmannpark 1, 2 Aßmannstraße 44/46, 55 Fürstenwalder Damm 484 (Lage)                                                                                              | Kolonistensiedlung Friedrichshagen Baudenkmale siehe: Bölschestraße 6; 25; 27–28; 58; 66; 83; 84–85; 87; 115; 116; 125, (Kirche) | 09095741 – Bölschestraße 14, Wohnhaus, 1877 von William Müller |                                     |
| 09095684 | Bölschestraße 3–136 Am Goldmannpark 1, 2 Aßmannstraße 44/46, 55 Fürstenwalder Damm 484 (Lage)                                                                                              | Kolonistensiedlung Friedrichshagen Baudenkmale siehe: Bölschestraße 6; 25; 27–28; 58; 66; 83; 84–85; 87; 115; 116; 125, (Kirche) | 09095742 – Bölschestraße 15, Wohnhaus, 1870–1873 von William Müller |                                     |
| 09095684 | Bölschestraße 3–136 Am Goldmannpark 1, 2 Aßmannstraße 44/46, 55 Fürstenwalder Damm 484 (Lage)                                                                                              | Kolonistensiedlung Friedrichshagen Baudenkmale siehe: Bölschestraße 6; 25; 27–28; 58; 66; 83; 84–85; 87; 115; 116; 125, (Kirche) | 09095743 – Bölschestraße 16, Wohnhaus, 1. Viertel 19. Jh., Umbau 1870 von Hermann Carlitscheck |                                     |
| 09095684 | Bölschestraße 3–136 Am Goldmannpark 1, 2 Aßmannstraße 44/46, 55 Fürstenwalder Damm 484 (Lage)                                                                                              | Kolonistensiedlung Friedrichshagen Baudenkmale siehe: Bölschestraße 6; 25; 27–28; 58; 66; 83; 84–85; 87; 115; 116; 125, (Kirche) | 09095744 – Bölschestraße 18, Wohnhaus (links), 1. Hälfte 19. Jh., Umbauten 1870 und 1934 |                                     |
| 09095684 | Bölschestraße 3–136 Am Goldmannpark 1, 2 Aßmannstraße 44/46, 55 Fürstenwalder Damm 484 (Lage)                                                                                              | Kolonistensiedlung Friedrichshagen Baudenkmale siehe: Bölschestraße 6; 25; 27–28; 58; 66; 83; 84–85; 87; 115; 116; 125, (Kirche) | Wohnhaus (rechts), 1872 von H. Carlitscheck |                                     |
| 09095684 | Bölschestraße 3–136 Am Goldmannpark 1, 2 Aßmannstraße 44/46, 55 Fürstenwalder Damm 484 (Lage)                                                                                              | Kolonistensiedlung Friedrichshagen Baudenkmale siehe: Bölschestraße 6; 25; 27–28; 58; 66; 83; 84–85; 87; 115; 116; 125, (Kirche) | Quergebäude, 1906 von R. Thieme |                                     |
| 09095684 | Bölschestraße 3–136 Am Goldmannpark 1, 2 Aßmannstraße 44/46, 55 Fürstenwalder Damm 484 (Lage)                                                                                              | Kolonistensiedlung Friedrichshagen Baudenkmale siehe: Bölschestraße 6; 25; 27–28; 58; 66; 83; 84–85; 87; 115; 116; 125, (Kirche) | 09095745 – Bölschestraße 19, Wohnhaus, 1903 von E. Schrammer |                                     |
| 09095684 | Bölschestraße 3–136 Am Goldmannpark 1, 2 Aßmannstraße 44/46, 55 Fürstenwalder Damm 484 (Lage)                                                                                              | Kolonistensiedlung Friedrichshagen Baudenkmale siehe: Bölschestraße 6; 25; 27–28; 58; 66; 83; 84–85; 87; 115; 116; 125, (Kirche) | 09095746 – Bölschestraße 20, Mietshaus, 1894 von Wilhelm Thieme |                                     |
| 09095684 | Bölschestraße 3–136 Am Goldmannpark 1, 2 Aßmannstraße 44/46, 55 Fürstenwalder Damm 484 (Lage)                                                                                              | Kolonistensiedlung Friedrichshagen Baudenkmale siehe: Bölschestraße 6; 25; 27–28; 58; 66; 83; 84–85; 87; 115; 116; 125, (Kirche) | 09095747 – Bölschestraße 21–22, Hofgebäude, 1891 von H. Carlitscheck |                                     |
| 09095684 | Bölschestraße 3–136 Am Goldmannpark 1, 2 Aßmannstraße 44/46, 55 Fürstenwalder Damm 484 (Lage)                                                                                              | Kolonistensiedlung Friedrichshagen Baudenkmale siehe: Bölschestraße 6; 25; 27–28; 58; 66; 83; 84–85; 87; 115; 116; 125, (Kirche) | 09095748 – Bölschestraße 23, Mietshaus, um 1875 |                                     |
| 09095684 | Bölschestraße 3–136 Am Goldmannpark 1, 2 Aßmannstraße 44/46, 55 Fürstenwalder Damm 484 (Lage)                                                                                              | Kolonistensiedlung Friedrichshagen Baudenkmale siehe: Bölschestraße 6; 25; 27–28; 58; 66; 83; 84–85; 87; 115; 116; 125, (Kirche) | 09095749 – Bölschestraße 24, Mietshaus, um 1885 |                                     |
| 09095684 | Bölschestraße 3–136 Am Goldmannpark 1, 2 Aßmannstraße 44/46, 55 Fürstenwalder Damm 484 (Lage)                                                                                              | Kolonistensiedlung Friedrichshagen Baudenkmale siehe: Bölschestraße 6; 25; 27–28; 58; 66; 83; 84–85; 87; 115; 116; 125, (Kirche) | 09095751 – Bölschestraße 26, Mietshaus, 1897 von H. Lerche, Umbau 1924–1926 |                                     |
| 09095684 | Bölschestraße 3–136 Am Goldmannpark 1, 2 Aßmannstraße 44/46, 55 Fürstenwalder Damm 484 (Lage)                                                                                              | Kolonistensiedlung Friedrichshagen Baudenkmale siehe: Bölschestraße 6; 25; 27–28; 58; 66; 83; 84–85; 87; 115; 116; 125, (Kirche) | 09095754 – Bölschestraße 29, Schule, um 1865 |                                     |
| 09095684 | Bölschestraße 3–136 Am Goldmannpark 1, 2 Aßmannstraße 44/46, 55 Fürstenwalder Damm 484 (Lage)                                                                                              | Kolonistensiedlung Friedrichshagen Baudenkmale siehe: Bölschestraße 6; 25; 27–28; 58; 66; 83; 84–85; 87; 115; 116; 125, (Kirche) | 09095755 – Bölschestraße 30, Mietshaus, 1902–1903 von E. Schrammer |                                     |
| 09095684 | Bölschestraße 3–136 Am Goldmannpark 1, 2 Aßmannstraße 44/46, 55 Fürstenwalder Damm 484 (Lage)                                                                                              | Kolonistensiedlung Friedrichshagen Baudenkmale siehe: Bölschestraße 6; 25; 27–28; 58; 66; 83; 84–85; 87; 115; 116; 125, (Kirche) | 09095756 – Bölschestraße 31, Wohnhaus, 1870 von William Müller |                                     |
| 09095684 | Bölschestraße 3–136 Am Goldmannpark 1, 2 Aßmannstraße 44/46, 55 Fürstenwalder Damm 484 (Lage)                                                                                              | Kolonistensiedlung Friedrichshagen Baudenkmale siehe: Bölschestraße 6; 25; 27–28; 58; 66; 83; 84–85; 87; 115; 116; 125, (Kirche) | 09095757 – Bölschestraße 43, Wohnhaus, 1872–1874 errichtet von William Müller und dem Baugeschäft Friedrich Sydow & E. Herkewitz |                                     |
| 09095684 | Bölschestraße 3–136 Am Goldmannpark 1, 2 Aßmannstraße 44/46, 55 Fürstenwalder Damm 484 (Lage)                                                                                              | Kolonistensiedlung Friedrichshagen Baudenkmale siehe: Bölschestraße 6; 25; 27–28; 58; 66; 83; 84–85; 87; 115; 116; 125, (Kirche) | 09095758 – Bölschestraße 44, Mietshaus, 1889 von E. Schrammer |                                     |
| 09095684 | Bölschestraße 3–136 Am Goldmannpark 1, 2 Aßmannstraße 44/46, 55 Fürstenwalder Damm 484 (Lage)                                                                                              | Kolonistensiedlung Friedrichshagen Baudenkmale siehe: Bölschestraße 6; 25; 27–28; 58; 66; 83; 84–85; 87; 115; 116; 125, (Kirche) | 09095759 – Bölschestraße 45A, Wohnhaus, 2. Viertel 19. Jh., Umbau 1870 von William Müller |                                     |
| 09095684 | Bölschestraße 3–136 Am Goldmannpark 1, 2 Aßmannstraße 44/46, 55 Fürstenwalder Damm 484 (Lage)                                                                                              | Kolonistensiedlung Friedrichshagen Baudenkmale siehe: Bölschestraße 6; 25; 27–28; 58; 66; 83; 84–85; 87; 115; 116; 125, (Kirche) | 09095760 – Bölschestraße 46, Wohnhaus, 1880 von F. Hinze |                                     |
| 09095684 | Bölschestraße 3–136 Am Goldmannpark 1, 2 Aßmannstraße 44/46, 55 Fürstenwalder Damm 484 (Lage)                                                                                              | Kolonistensiedlung Friedrichshagen Baudenkmale siehe: Bölschestraße 6; 25; 27–28; 58; 66; 83; 84–85; 87; 115; 116; 125, (Kirche) | 09095761 – Bölschestraße 47, Mietshaus, 1895–1896 von Reinhold Hinze |                                     |
| 09095684 | Bölschestraße 3–136 Am Goldmannpark 1, 2 Aßmannstraße 44/46, 55 Fürstenwalder Damm 484 (Lage)                                                                                              | Kolonistensiedlung Friedrichshagen Baudenkmale siehe: Bölschestraße 6; 25; 27–28; 58; 66; 83; 84–85; 87; 115; 116; 125, (Kirche) | 09095762 – Bölschestraße 48, Mietshaus, 1896 von Reinhold Hinze |                                     |
| 09095684 | Bölschestraße 3–136 Am Goldmannpark 1, 2 Aßmannstraße 44/46, 55 Fürstenwalder Damm 484 (Lage)                                                                                              | Kolonistensiedlung Friedrichshagen Baudenkmale siehe: Bölschestraße 6; 25; 27–28; 58; 66; 83; 84–85; 87; 115; 116; 125, (Kirche) | 09095763 – Bölschestraße 49, Wohn- und Geschäftshaus, um 1895 |                                     |
| 09095684 | Bölschestraße 3–136 Am Goldmannpark 1, 2 Aßmannstraße 44/46, 55 Fürstenwalder Damm 484 (Lage)                                                                                              | Kolonistensiedlung Friedrichshagen Baudenkmale siehe: Bölschestraße 6; 25; 27–28; 58; 66; 83; 84–85; 87; 115; 116; 125, (Kirche) | Seitenflügel, um 1895 |                                     |
| 09095684 | Bölschestraße 3–136 Am Goldmannpark 1, 2 Aßmannstraße 44/46, 55 Fürstenwalder Damm 484 (Lage)                                                                                              | Kolonistensiedlung Friedrichshagen Baudenkmale siehe: Bölschestraße 6; 25; 27–28; 58; 66; 83; 84–85; 87; 115; 116; 125, (Kirche) | 09095764 – Bölschestraße 50, Mietshaus, 1894 von E. Schrammer |                                     |
| 09095684 | Bölschestraße 3–136 Am Goldmannpark 1, 2 Aßmannstraße 44/46, 55 Fürstenwalder Damm 484 (Lage)                                                                                              | Kolonistensiedlung Friedrichshagen Baudenkmale siehe: Bölschestraße 6; 25; 27–28; 58; 66; 83; 84–85; 87; 115; 116; 125, (Kirche) | 09095765 – Bölschestraße 51, Wohnhaus, um 1850, Umbau um 1875 und um 1985 |                                     |
| 09095684 | Bölschestraße 3–136 Am Goldmannpark 1, 2 Aßmannstraße 44/46, 55 Fürstenwalder Damm 484 (Lage)                                                                                              | Kolonistensiedlung Friedrichshagen Baudenkmale siehe: Bölschestraße 6; 25; 27–28; 58; 66; 83; 84–85; 87; 115; 116; 125, (Kirche) | 09095766 – Bölschestraße 52, Wohn- und Geschäftshaus, 1891 von Reinhold Hinze |                                     |
| 09095684 | Bölschestraße 3–136 Am Goldmannpark 1, 2 Aßmannstraße 44/46, 55 Fürstenwalder Damm 484 (Lage)                                                                                              | Kolonistensiedlung Friedrichshagen Baudenkmale siehe: Bölschestraße 6; 25; 27–28; 58; 66; 83; 84–85; 87; 115; 116; 125, (Kirche) | 09095767 – Bölschestraße 53, Wohn- und Geschäftshaus, 1891 von Reinhold Hinze |                                     |
| 09095684 | Bölschestraße 3–136 Am Goldmannpark 1, 2 Aßmannstraße 44/46, 55 Fürstenwalder Damm 484 (Lage)                                                                                              | Kolonistensiedlung Friedrichshagen Baudenkmale siehe: Bölschestraße 6; 25; 27–28; 58; 66; 83; 84–85; 87; 115; 116; 125, (Kirche) | 09095690 – Bölschestraße 54, Wohn- und Geschäftshaus, 1887–1888 von Helmut Lerche |                                     |
| 09095684 | Bölschestraße 3–136 Am Goldmannpark 1, 2 Aßmannstraße 44/46, 55 Fürstenwalder Damm 484 (Lage)                                                                                              | Kolonistensiedlung Friedrichshagen Baudenkmale siehe: Bölschestraße 6; 25; 27–28; 58; 66; 83; 84–85; 87; 115; 116; 125, (Kirche) | 09095691 – Bölschestraße 55, Wohnhaus, 1872–1873 von H. Carlitscheck, Umbau 1897 von Rudolf Thiele |                                     |
| 09095684 | Bölschestraße 3–136 Am Goldmannpark 1, 2 Aßmannstraße 44/46, 55 Fürstenwalder Damm 484 (Lage)                                                                                              | Kolonistensiedlung Friedrichshagen Baudenkmale siehe: Bölschestraße 6; 25; 27–28; 58; 66; 83; 84–85; 87; 115; 116; 125, (Kirche) | 09095692 – Bölschestraße 56, Wohnhaus, 1871 von William Müller |                                     |
| 09095684 | Bölschestraße 3–136 Am Goldmannpark 1, 2 Aßmannstraße 44/46, 55 Fürstenwalder Damm 484 (Lage)                                                                                              | Kolonistensiedlung Friedrichshagen Baudenkmale siehe: Bölschestraße 6; 25; 27–28; 58; 66; 83; 84–85; 87; 115; 116; 125, (Kirche) | 09095768 – Bölschestraße 57, Mietshaus, 1903 von August Meißner |                                     |
| 09095684 | Bölschestraße 3–136 Am Goldmannpark 1, 2 Aßmannstraße 44/46, 55 Fürstenwalder Damm 484 (Lage)                                                                                              | Kolonistensiedlung Friedrichshagen Baudenkmale siehe: Bölschestraße 6; 25; 27–28; 58; 66; 83; 84–85; 87; 115; 116; 125, (Kirche) | 09095694 – Bölschestraße 59, Wohn- und Geschäftshaus, 1906–1908 von Paul Popig |                                     |
| 09095684 | Bölschestraße 3–136 Am Goldmannpark 1, 2 Aßmannstraße 44/46, 55 Fürstenwalder Damm 484 (Lage)                                                                                              | Kolonistensiedlung Friedrichshagen Baudenkmale siehe: Bölschestraße 6; 25; 27–28; 58; 66; 83; 84–85; 87; 115; 116; 125, (Kirche) | 09095695 – Bölschestraße 60, Mietshaus, 1907 von Reinhold Hinze |                                     |
| 09095684 | Bölschestraße 3–136 Am Goldmannpark 1, 2 Aßmannstraße 44/46, 55 Fürstenwalder Damm 484 (Lage)                                                                                              | Kolonistensiedlung Friedrichshagen Baudenkmale siehe: Bölschestraße 6; 25; 27–28; 58; 66; 83; 84–85; 87; 115; 116; 125, (Kirche) | 09095696 – Bölschestraße 61, Mietshaus, 1898 von H. Carlitscheck |                                     |
| 09095684 | Bölschestraße 3–136 Am Goldmannpark 1, 2 Aßmannstraße 44/46, 55 Fürstenwalder Damm 484 (Lage)                                                                                              | Kolonistensiedlung Friedrichshagen Baudenkmale siehe: Bölschestraße 6; 25; 27–28; 58; 66; 83; 84–85; 87; 115; 116; 125, (Kirche) | 09095769 – Bölschestraße 63, Mietshaus, 1910–1911 von Albert Schmidt & August Lerche |                                     |
| 09095684 | Bölschestraße 3–136 Am Goldmannpark 1, 2 Aßmannstraße 44/46, 55 Fürstenwalder Damm 484 (Lage)                                                                                              | Kolonistensiedlung Friedrichshagen Baudenkmale siehe: Bölschestraße 6; 25; 27–28; 58; 66; 83; 84–85; 87; 115; 116; 125, (Kirche) | 09095698 – Bölschestraße 64, Wohnhaus, 1871 von R. Liesfeld, Umbau um 1955 |                                     |
| 09095684 | Bölschestraße 3–136 Am Goldmannpark 1, 2 Aßmannstraße 44/46, 55 Fürstenwalder Damm 484 (Lage)                                                                                              | Kolonistensiedlung Friedrichshagen Baudenkmale siehe: Bölschestraße 6; 25; 27–28; 58; 66; 83; 84–85; 87; 115; 116; 125, (Kirche) | 09095699 – Bölschestraße 65, Wohnhaus, 1872–1873 von William Müller, Umbau 1891 |                                     |
| 09095684 | Bölschestraße 3–136 Am Goldmannpark 1, 2 Aßmannstraße 44/46, 55 Fürstenwalder Damm 484 (Lage)                                                                                              | Kolonistensiedlung Friedrichshagen Baudenkmale siehe: Bölschestraße 6; 25; 27–28; 58; 66; 83; 84–85; 87; 115; 116; 125, (Kirche) | 09095770 – Bölschestraße 67 / Am Goldmannpark 1, Wohn- und Geschäftshaus, 1864 von C. Heidecke, Umbau 1876 und 1886 |                                     |
| 09095684 | Bölschestraße 3–136 Am Goldmannpark 1, 2 Aßmannstraße 44/46, 55 Fürstenwalder Damm 484 (Lage)                                                                                              | Kolonistensiedlung Friedrichshagen Baudenkmale siehe: Bölschestraße 6; 25; 27–28; 58; 66; 83; 84–85; 87; 115; 116; 125, (Kirche) | 09095701 – Bölschestraße 68, Wohn- und Geschäftshaus, 1871 von C. Lerche, Umbau um 1925 |                                     |
| 09095684 | Bölschestraße 3–136 Am Goldmannpark 1, 2 Aßmannstraße 44/46, 55 Fürstenwalder Damm 484 (Lage)                                                                                              | Kolonistensiedlung Friedrichshagen Baudenkmale siehe: Bölschestraße 6; 25; 27–28; 58; 66; 83; 84–85; 87; 115; 116; 125, (Kirche) | 09095702 – Bölschestraße 69, Union Filmtheater, Wohnhaus, 1872–1873 von F. Sydow, Umbau 1920 von Peter Juncker |                                     |
| 09095684 | Bölschestraße 3–136 Am Goldmannpark 1, 2 Aßmannstraße 44/46, 55 Fürstenwalder Damm 484 (Lage)                                                                                              | Kolonistensiedlung Friedrichshagen Baudenkmale siehe: Bölschestraße 6; 25; 27–28; 58; 66; 83; 84–85; 87; 115; 116; 125, (Kirche) | 09096059 – Bölschestraße 69A, Post, 1929 von Fritz Nissle |                                     |
| 09095684 | Bölschestraße 3–136 Am Goldmannpark 1, 2 Aßmannstraße 44/46, 55 Fürstenwalder Damm 484 (Lage)                                                                                              | Kolonistensiedlung Friedrichshagen Baudenkmale siehe: Bölschestraße 6; 25; 27–28; 58; 66; 83; 84–85; 87; 115; 116; 125, (Kirche) | 09095703 – Bölschestraße 70, Post, 1898 von A. Meißner |                                     |
| 09095684 | Bölschestraße 3–136 Am Goldmannpark 1, 2 Aßmannstraße 44/46, 55 Fürstenwalder Damm 484 (Lage)                                                                                              | Kolonistensiedlung Friedrichshagen Baudenkmale siehe: Bölschestraße 6; 25; 27–28; 58; 66; 83; 84–85; 87; 115; 116; 125, (Kirche) | 09095704 – Bölschestraße 71, Wohnhaus, 1871 von William Müller, Umbauten 1886 und 1905 von Wilhelm Thieme |                                     |
| 09095684 | Bölschestraße 3–136 Am Goldmannpark 1, 2 Aßmannstraße 44/46, 55 Fürstenwalder Damm 484 (Lage)                                                                                              | Kolonistensiedlung Friedrichshagen Baudenkmale siehe: Bölschestraße 6; 25; 27–28; 58; 66; 83; 84–85; 87; 115; 116; 125, (Kirche) | 09095705 – Bölschestraße 72, Wohn- und Geschäftshaus, um 1895 |                                     |
| 09095684 | Bölschestraße 3–136 Am Goldmannpark 1, 2 Aßmannstraße 44/46, 55 Fürstenwalder Damm 484 (Lage)                                                                                              | Kolonistensiedlung Friedrichshagen Baudenkmale siehe: Bölschestraße 6; 25; 27–28; 58; 66; 83; 84–85; 87; 115; 116; 125, (Kirche) | 09095706 – Bölschestraße 73, Mietshaus, 1899–1900 von Gebr. Thieme |                                     |
| 09095684 | Bölschestraße 3–136 Am Goldmannpark 1, 2 Aßmannstraße 44/46, 55 Fürstenwalder Damm 484 (Lage)                                                                                              | Kolonistensiedlung Friedrichshagen Baudenkmale siehe: Bölschestraße 6; 25; 27–28; 58; 66; 83; 84–85; 87; 115; 116; 125, (Kirche) | 09095707 – Bölschestraße 74, Wohnhaus, 1873–1874 von William Müller und Fr. Sydow Der erste Zweck des Gebäudes war eine Gaststätte mit Logierbetrieb. Es ist ein spätklassizistischer Putzbau mit einem dreiachsigen Mittelteil: über dem mit Säulen flankierten Eingang befindet sich ein Balkon. Die beiden Seitenteile des Hauses sind zweigeschossig und mittels Pilaster gegliedert. Die Giebel zur Straße hin enthalten stuckierte Kopfmedaillons. |                                     |
| 09095684 | Bölschestraße 3–136 Am Goldmannpark 1, 2 Aßmannstraße 44/46, 55 Fürstenwalder Damm 484 (Lage)                                                                                              | Kolonistensiedlung Friedrichshagen Baudenkmale siehe: Bölschestraße 6; 25; 27–28; 58; 66; 83; 84–85; 87; 115; 116; 125, (Kirche) | 09095708 – Bölschestraße 75, Wohnhaus, 1858, Umbau 1864 und 1902 |                                     |
| 09095684 | Bölschestraße 3–136 Am Goldmannpark 1, 2 Aßmannstraße 44/46, 55 Fürstenwalder Damm 484 (Lage)                                                                                              | Kolonistensiedlung Friedrichshagen Baudenkmale siehe: Bölschestraße 6; 25; 27–28; 58; 66; 83; 84–85; 87; 115; 116; 125, (Kirche) | 09095709 – Bölschestraße 76, Wohn- und Geschäftshaus, 1919 von Fritz Wolff Der dreigeschossige sechsachsige Putzbau ist mittels einer über die gesamte Gebäudehöhe reichenden Rechteckrahmung der Fensterachsen geschmückt. Zwischen der zweiten und dritten Etage befinden sich Relieffiguren aus der antiken Mythologie. Einen weiteren Fassadenschmuck bildet die Reihe Obergeschossfenster, deren Lünetten ebenfalls Reliefs enthalten. Im Erdgeschoss, welches mit gelben Keramikplatten verkleidet ist, befand sich in der DDR-Zeit bereits die Wilhelm-Bölsche-Buchhandlung. |                                     |
| 09095684 | Bölschestraße 3–136 Am Goldmannpark 1, 2 Aßmannstraße 44/46, 55 Fürstenwalder Damm 484 (Lage)                                                                                              | Kolonistensiedlung Friedrichshagen Baudenkmale siehe: Bölschestraße 6; 25; 27–28; 58; 66; 83; 84–85; 87; 115; 116; 125, (Kirche) | 09095771 – Bölschestraße 77, Wohnhaus, 1864–1866, Umbau 1928 von Albert Schmidt |                                     |
| 09095684 | Bölschestraße 3–136 Am Goldmannpark 1, 2 Aßmannstraße 44/46, 55 Fürstenwalder Damm 484 (Lage)                                                                                              | Kolonistensiedlung Friedrichshagen Baudenkmale siehe: Bölschestraße 6; 25; 27–28; 58; 66; 83; 84–85; 87; 115; 116; 125, (Kirche) | 09095772 – Bölschestraße 78, Wohnhaus, 1863 von Schmädicke |                                     |
| 09095684 | Bölschestraße 3–136 Am Goldmannpark 1, 2 Aßmannstraße 44/46, 55 Fürstenwalder Damm 484 (Lage)                                                                                              | Kolonistensiedlung Friedrichshagen Baudenkmale siehe: Bölschestraße 6; 25; 27–28; 58; 66; 83; 84–85; 87; 115; 116; 125, (Kirche) | Hofgebäude, 1884 |                                     |
| 09095684 | Bölschestraße 3–136 Am Goldmannpark 1, 2 Aßmannstraße 44/46, 55 Fürstenwalder Damm 484 (Lage)                                                                                              | Kolonistensiedlung Friedrichshagen Baudenkmale siehe: Bölschestraße 6; 25; 27–28; 58; 66; 83; 84–85; 87; 115; 116; 125, (Kirche) | Seitenflügel, 1886 von H. Carlitscheck |                                     |
| 09095684 | Bölschestraße 3–136 Am Goldmannpark 1, 2 Aßmannstraße 44/46, 55 Fürstenwalder Damm 484 (Lage)                                                                                              | Kolonistensiedlung Friedrichshagen Baudenkmale siehe: Bölschestraße 6; 25; 27–28; 58; 66; 83; 84–85; 87; 115; 116; 125, (Kirche) | 09095773 – Bölschestraße 79, Wohnhaus, 1857 von G. Seydeler, Umbau 1863, Anbau, 1905 |                                     |
| 09095684 | Bölschestraße 3–136 Am Goldmannpark 1, 2 Aßmannstraße 44/46, 55 Fürstenwalder Damm 484 (Lage)                                                                                              | Kolonistensiedlung Friedrichshagen Baudenkmale siehe: Bölschestraße 6; 25; 27–28; 58; 66; 83; 84–85; 87; 115; 116; 125, (Kirche) | Stallgebäude, 1863 von Schmädicke, Umbau zur Werkstatt, 1871 von W. Müller, Anbau, 1893 von F. Hinze |                                     |
| 09095684 | Bölschestraße 3–136 Am Goldmannpark 1, 2 Aßmannstraße 44/46, 55 Fürstenwalder Damm 484 (Lage)                                                                                              | Kolonistensiedlung Friedrichshagen Baudenkmale siehe: Bölschestraße 6; 25; 27–28; 58; 66; 83; 84–85; 87; 115; 116; 125, (Kirche) | Hofgebäude, 1884 |                                     |
| 09095684 | Bölschestraße 3–136 Am Goldmannpark 1, 2 Aßmannstraße 44/46, 55 Fürstenwalder Damm 484 (Lage)                                                                                              | Kolonistensiedlung Friedrichshagen Baudenkmale siehe: Bölschestraße 6; 25; 27–28; 58; 66; 83; 84–85; 87; 115; 116; 125, (Kirche) | 09095710 – Bölschestraße 80, Wohn- und Geschäftshaus, 1913 von Arthur Fischer |                                     |
| 09095684 | Bölschestraße 3–136 Am Goldmannpark 1, 2 Aßmannstraße 44/46, 55 Fürstenwalder Damm 484 (Lage)                                                                                              | Kolonistensiedlung Friedrichshagen Baudenkmale siehe: Bölschestraße 6; 25; 27–28; 58; 66; 83; 84–85; 87; 115; 116; 125, (Kirche) | 09095711 – Bölschestraße 81, Wohnhaus, um 1855 |                                     |
| 09095684 | Bölschestraße 3–136 Am Goldmannpark 1, 2 Aßmannstraße 44/46, 55 Fürstenwalder Damm 484 (Lage)                                                                                              | Kolonistensiedlung Friedrichshagen Baudenkmale siehe: Bölschestraße 6; 25; 27–28; 58; 66; 83; 84–85; 87; 115; 116; 125, (Kirche) | Hofgebäude, um 1855 |                                     |
| 09095684 | Bölschestraße 3–136 Am Goldmannpark 1, 2 Aßmannstraße 44/46, 55 Fürstenwalder Damm 484 (Lage)                                                                                              | Kolonistensiedlung Friedrichshagen Baudenkmale siehe: Bölschestraße 6; 25; 27–28; 58; 66; 83; 84–85; 87; 115; 116; 125, (Kirche) | 09095774 – Bölschestraße 82, Wohnhaus, 1. Hälfte 19. Jh., Umbau 1903 |                                     |
| 09095684 | Bölschestraße 3–136 Am Goldmannpark 1, 2 Aßmannstraße 44/46, 55 Fürstenwalder Damm 484 (Lage)                                                                                              | Kolonistensiedlung Friedrichshagen Baudenkmale siehe: Bölschestraße 6; 25; 27–28; 58; 66; 83; 84–85; 87; 115; 116; 125, (Kirche) | 09095712 – Bölschestraße 86, Wohn- und Geschäftshaus, 1873–1875 von William Müller |                                     |
| 09095684 | Bölschestraße 3–136 Am Goldmannpark 1, 2 Aßmannstraße 44/46, 55 Fürstenwalder Damm 484 (Lage)                                                                                              | Kolonistensiedlung Friedrichshagen Baudenkmale siehe: Bölschestraße 6; 25; 27–28; 58; 66; 83; 84–85; 87; 115; 116; 125, (Kirche) | Hinterhaus, 1899 |                                     |
| 09095684 | Bölschestraße 3–136 Am Goldmannpark 1, 2 Aßmannstraße 44/46, 55 Fürstenwalder Damm 484 (Lage)                                                                                              | Kolonistensiedlung Friedrichshagen Baudenkmale siehe: Bölschestraße 6; 25; 27–28; 58; 66; 83; 84–85; 87; 115; 116; 125, (Kirche) | 09097870 – Bölschestraße, vor Nr. 86, Litfaßsäule, ehem. Transformatorensäule, wohl 1930 |                                     |
| 09095684 | Bölschestraße 3–136 Am Goldmannpark 1, 2 Aßmannstraße 44/46, 55 Fürstenwalder Damm 484 (Lage)                                                                                              | Kolonistensiedlung Friedrichshagen Baudenkmale siehe: Bölschestraße 6; 25; 27–28; 58; 66; 83; 84–85; 87; 115; 116; 125, (Kirche) | 09095713 – Bölschestraße 88, Wohnhaus, um 1870 |                                     |
| 09095684 | Bölschestraße 3–136 Am Goldmannpark 1, 2 Aßmannstraße 44/46, 55 Fürstenwalder Damm 484 (Lage)                                                                                              | Kolonistensiedlung Friedrichshagen Baudenkmale siehe: Bölschestraße 6; 25; 27–28; 58; 66; 83; 84–85; 87; 115; 116; 125, (Kirche) | 09095777 – Bölschestraße 89, Wohnhaus, 1868 von William Müller |                                     |
| 09095684 | Bölschestraße 3–136 Am Goldmannpark 1, 2 Aßmannstraße 44/46, 55 Fürstenwalder Damm 484 (Lage)                                                                                              | Kolonistensiedlung Friedrichshagen Baudenkmale siehe: Bölschestraße 6; 25; 27–28; 58; 66; 83; 84–85; 87; 115; 116; 125, (Kirche) | 09095778 – Bölschestraße 90, Wohnhaus, um 1865, Umbau 1936 von Paul Götz |                                     |
| 09095684 | Bölschestraße 3–136 Am Goldmannpark 1, 2 Aßmannstraße 44/46, 55 Fürstenwalder Damm 484 (Lage)                                                                                              | Kolonistensiedlung Friedrichshagen Baudenkmale siehe: Bölschestraße 6; 25; 27–28; 58; 66; 83; 84–85; 87; 115; 116; 125, (Kirche) | 09095714 – Bölschestraße 91, Miets- und Geschäftshaus, um 1905 von Adolph Lehmann |                                     |
| 09095684 | Bölschestraße 3–136 Am Goldmannpark 1, 2 Aßmannstraße 44/46, 55 Fürstenwalder Damm 484 (Lage)                                                                                              | Kolonistensiedlung Friedrichshagen Baudenkmale siehe: Bölschestraße 6; 25; 27–28; 58; 66; 83; 84–85; 87; 115; 116; 125, (Kirche) | 09095715 – Bölschestraße 91A, Wohnhaus, 1870 von Freitleben |                                     |
| 09095684 | Bölschestraße 3–136 Am Goldmannpark 1, 2 Aßmannstraße 44/46, 55 Fürstenwalder Damm 484 (Lage)                                                                                              | Kolonistensiedlung Friedrichshagen Baudenkmale siehe: Bölschestraße 6; 25; 27–28; 58; 66; 83; 84–85; 87; 115; 116; 125, (Kirche) | Seitenflügel, 1901 von Gustav Messling |                                     |
| 09095684 | Bölschestraße 3–136 Am Goldmannpark 1, 2 Aßmannstraße 44/46, 55 Fürstenwalder Damm 484 (Lage)                                                                                              | Kolonistensiedlung Friedrichshagen Baudenkmale siehe: Bölschestraße 6; 25; 27–28; 58; 66; 83; 84–85; 87; 115; 116; 125, (Kirche) | 09095779 – Bölschestraße 92, Wohnhaus, 1871 von H. Carlitscheck, Umbau um 1990 |                                     |
| 09095684 | Bölschestraße 3–136 Am Goldmannpark 1, 2 Aßmannstraße 44/46, 55 Fürstenwalder Damm 484 (Lage)                                                                                              | Kolonistensiedlung Friedrichshagen Baudenkmale siehe: Bölschestraße 6; 25; 27–28; 58; 66; 83; 84–85; 87; 115; 116; 125, (Kirche) | 09095716 – Bölschestraße 93, Wohn- und Geschäftshaus, 1887 von A. Lerche |                                     |
| 09095684 | Bölschestraße 3–136 Am Goldmannpark 1, 2 Aßmannstraße 44/46, 55 Fürstenwalder Damm 484 (Lage)                                                                                              | Kolonistensiedlung Friedrichshagen Baudenkmale siehe: Bölschestraße 6; 25; 27–28; 58; 66; 83; 84–85; 87; 115; 116; 125, (Kirche) | 09090312 – Bölschestraße 94, Mietshaus, 1890 von F. Hinze |                                     |
| 09095684 | Bölschestraße 3–136 Am Goldmannpark 1, 2 Aßmannstraße 44/46, 55 Fürstenwalder Damm 484 (Lage)                                                                                              | Kolonistensiedlung Friedrichshagen Baudenkmale siehe: Bölschestraße 6; 25; 27–28; 58; 66; 83; 84–85; 87; 115; 116; 125, (Kirche) | 09095780 – Bölschestraße 95, Mietshaus, 1890 von F. Hinze |                                     |
| 09095684 | Bölschestraße 3–136 Am Goldmannpark 1, 2 Aßmannstraße 44/46, 55 Fürstenwalder Damm 484 (Lage)                                                                                              | Kolonistensiedlung Friedrichshagen Baudenkmale siehe: Bölschestraße 6; 25; 27–28; 58; 66; 83; 84–85; 87; 115; 116; 125, (Kirche) | 09095717 – Bölschestraße 96, Mietshaus, 1928–1929 von Eugen Kühn |                                     |
| 09095684 | Bölschestraße 3–136 Am Goldmannpark 1, 2 Aßmannstraße 44/46, 55 Fürstenwalder Damm 484 (Lage)                                                                                              | Kolonistensiedlung Friedrichshagen Baudenkmale siehe: Bölschestraße 6; 25; 27–28; 58; 66; 83; 84–85; 87; 115; 116; 125, (Kirche) | 09095718 – Bölschestraße 97, Mietshaus, 1876–1879 von E. Husstädt |                                     |
| 09095684 | Bölschestraße 3–136 Am Goldmannpark 1, 2 Aßmannstraße 44/46, 55 Fürstenwalder Damm 484 (Lage)                                                                                              | Kolonistensiedlung Friedrichshagen Baudenkmale siehe: Bölschestraße 6; 25; 27–28; 58; 66; 83; 84–85; 87; 115; 116; 125, (Kirche) | Saal um 1890 |                                     |
| 09095684 | Bölschestraße 3–136 Am Goldmannpark 1, 2 Aßmannstraße 44/46, 55 Fürstenwalder Damm 484 (Lage)                                                                                              | Kolonistensiedlung Friedrichshagen Baudenkmale siehe: Bölschestraße 6; 25; 27–28; 58; 66; 83; 84–85; 87; 115; 116; 125, (Kirche) | 09095719 – Bölschestraße 98, Mietshaus, um 1895 |                                     |
| 09095684 | Bölschestraße 3–136 Am Goldmannpark 1, 2 Aßmannstraße 44/46, 55 Fürstenwalder Damm 484 (Lage)                                                                                              | Kolonistensiedlung Friedrichshagen Baudenkmale siehe: Bölschestraße 6; 25; 27–28; 58; 66; 83; 84–85; 87; 115; 116; 125, (Kirche) | 09095720 – Bölschestraße 99, Wohnhaus, 1873–1874 von H. Carlitscheck |                                     |
| 09095684 | Bölschestraße 3–136 Am Goldmannpark 1, 2 Aßmannstraße 44/46, 55 Fürstenwalder Damm 484 (Lage)                                                                                              | Kolonistensiedlung Friedrichshagen Baudenkmale siehe: Bölschestraße 6; 25; 27–28; 58; 66; 83; 84–85; 87; 115; 116; 125, (Kirche) | Gartenhaus, 1909 von Spuhn |                                     |
| 09095684 | Bölschestraße 3–136 Am Goldmannpark 1, 2 Aßmannstraße 44/46, 55 Fürstenwalder Damm 484 (Lage)                                                                                              | Kolonistensiedlung Friedrichshagen Baudenkmale siehe: Bölschestraße 6; 25; 27–28; 58; 66; 83; 84–85; 87; 115; 116; 125, (Kirche) | Vereinshaus, 1913 von Spuhn |                                     |
| 09095684 | Bölschestraße 3–136 Am Goldmannpark 1, 2 Aßmannstraße 44/46, 55 Fürstenwalder Damm 484 (Lage)                                                                                              | Kolonistensiedlung Friedrichshagen Baudenkmale siehe: Bölschestraße 6; 25; 27–28; 58; 66; 83; 84–85; 87; 115; 116; 125, (Kirche) | 09095781 – Bölschestraße 100, Wohn- und Geschäftshaus, 1873–1874 von Hermann Carlitscheck |                                     |
| 09095684 | Bölschestraße 3–136 Am Goldmannpark 1, 2 Aßmannstraße 44/46, 55 Fürstenwalder Damm 484 (Lage)                                                                                              | Kolonistensiedlung Friedrichshagen Baudenkmale siehe: Bölschestraße 6; 25; 27–28; 58; 66; 83; 84–85; 87; 115; 116; 125, (Kirche) | 09095782 – Bölschestraße 101, Miets- und Geschäftshaus, 1908–1909 von Paul Hönig |                                     |
| 09095684 | Bölschestraße 3–136 Am Goldmannpark 1, 2 Aßmannstraße 44/46, 55 Fürstenwalder Damm 484 (Lage)                                                                                              | Kolonistensiedlung Friedrichshagen Baudenkmale siehe: Bölschestraße 6; 25; 27–28; 58; 66; 83; 84–85; 87; 115; 116; 125, (Kirche) | 09095784 – Bölschestraße 102, Wohnhaus, 1870–1871 von H. Carlitscheck, Umbau 1908 |                                     |
| 09095684 | Bölschestraße 3–136 Am Goldmannpark 1, 2 Aßmannstraße 44/46, 55 Fürstenwalder Damm 484 (Lage)                                                                                              | Kolonistensiedlung Friedrichshagen Baudenkmale siehe: Bölschestraße 6; 25; 27–28; 58; 66; 83; 84–85; 87; 115; 116; 125, (Kirche) | 09095783 – Bölschestraße 103, Wohnhaus, 1874 von A. Wilke |                                     |
| 09095684 | Bölschestraße 3–136 Am Goldmannpark 1, 2 Aßmannstraße 44/46, 55 Fürstenwalder Damm 484 (Lage)                                                                                              | Kolonistensiedlung Friedrichshagen Baudenkmale siehe: Bölschestraße 6; 25; 27–28; 58; 66; 83; 84–85; 87; 115; 116; 125, (Kirche) | 09095721 – Bölschestraße 104, Wohnhaus, 1869 von William Müller |                                     |
| 09095684 | Bölschestraße 3–136 Am Goldmannpark 1, 2 Aßmannstraße 44/46, 55 Fürstenwalder Damm 484 (Lage)                                                                                              | Kolonistensiedlung Friedrichshagen Baudenkmale siehe: Bölschestraße 6; 25; 27–28; 58; 66; 83; 84–85; 87; 115; 116; 125, (Kirche) | 09095785 – Bölschestraße 105, Miets- und Geschäftshaus, 1889 von H. Carlitscheck; Saal 1921–1925 |                                     |
| 09095684 | Bölschestraße 3–136 Am Goldmannpark 1, 2 Aßmannstraße 44/46, 55 Fürstenwalder Damm 484 (Lage)                                                                                              | Kolonistensiedlung Friedrichshagen Baudenkmale siehe: Bölschestraße 6; 25; 27–28; 58; 66; 83; 84–85; 87; 115; 116; 125, (Kirche) | 09095786 – Bölschestraße 106–107, Mietsdoppelhaus, 1891 von E. Schrammer |                                     |
| 09095684 | Bölschestraße 3–136 Am Goldmannpark 1, 2 Aßmannstraße 44/46, 55 Fürstenwalder Damm 484 (Lage)                                                                                              | Kolonistensiedlung Friedrichshagen Baudenkmale siehe: Bölschestraße 6; 25; 27–28; 58; 66; 83; 84–85; 87; 115; 116; 125, (Kirche) | 09096060 – Bölschestraße vor Nr. 114, Bedürfnisanstalt, um 1930 |                                     |
| 09095684 | Bölschestraße 3–136 Am Goldmannpark 1, 2 Aßmannstraße 44/46, 55 Fürstenwalder Damm 484 (Lage)                                                                                              | Kolonistensiedlung Friedrichshagen Baudenkmale siehe: Bölschestraße 6; 25; 27–28; 58; 66; 83; 84–85; 87; 115; 116; 125, (Kirche) | 09095723 – Bölschestraße 114 / Aßmannstraße 44/46, Wohn- und Geschäftshaus, 1906 von Gutzeit & Boom |                                     |
| 09095684 | Bölschestraße 3–136 Am Goldmannpark 1, 2 Aßmannstraße 44/46, 55 Fürstenwalder Damm 484 (Lage)                                                                                              | Kolonistensiedlung Friedrichshagen Baudenkmale siehe: Bölschestraße 6; 25; 27–28; 58; 66; 83; 84–85; 87; 115; 116; 125, (Kirche) | 09095787 – Bölschestraße 117, Wohn- und Geschäftshaus, 1895 von August Lerche |                                     |
| 09095684 | Bölschestraße 3–136 Am Goldmannpark 1, 2 Aßmannstraße 44/46, 55 Fürstenwalder Damm 484 (Lage)                                                                                              | Kolonistensiedlung Friedrichshagen Baudenkmale siehe: Bölschestraße 6; 25; 27–28; 58; 66; 83; 84–85; 87; 115; 116; 125, (Kirche) | 09095788 – Bölschestraße 118, Wohnhaus, 1855 von Gerhardt, Umbauten 1886, 1921 und 1934 |                                     |
| 09095684 | Bölschestraße 3–136 Am Goldmannpark 1, 2 Aßmannstraße 44/46, 55 Fürstenwalder Damm 484 (Lage)                                                                                              | Kolonistensiedlung Friedrichshagen Baudenkmale siehe: Bölschestraße 6; 25; 27–28; 58; 66; 83; 84–85; 87; 115; 116; 125, (Kirche) | 09095726 – Bölschestraße 119, Hofgebäude, 1872 von William Müller |                                     |
| 09095684 | Bölschestraße 3–136 Am Goldmannpark 1, 2 Aßmannstraße 44/46, 55 Fürstenwalder Damm 484 (Lage)                                                                                              | Kolonistensiedlung Friedrichshagen Baudenkmale siehe: Bölschestraße 6; 25; 27–28; 58; 66; 83; 84–85; 87; 115; 116; 125, (Kirche) | 09095727 – Bölschestraße 120, Wohnhaus, 1864 von Thiele Sen., Umbau 1874 |                                     |
| 09095684 | Bölschestraße 3–136 Am Goldmannpark 1, 2 Aßmannstraße 44/46, 55 Fürstenwalder Damm 484 (Lage)                                                                                              | Kolonistensiedlung Friedrichshagen Baudenkmale siehe: Bölschestraße 6; 25; 27–28; 58; 66; 83; 84–85; 87; 115; 116; 125, (Kirche) | Quergebäude, 1904 von E. Schrammer |                                     |
| 09095684 | Bölschestraße 3–136 Am Goldmannpark 1, 2 Aßmannstraße 44/46, 55 Fürstenwalder Damm 484 (Lage)                                                                                              | Kolonistensiedlung Friedrichshagen Baudenkmale siehe: Bölschestraße 6; 25; 27–28; 58; 66; 83; 84–85; 87; 115; 116; 125, (Kirche) | 09095728 – Bölschestraße 121, Wohnhaus, 1874 von William Müller, Umbau 1892 von H. Lerche |                                     |
| 09095684 | Bölschestraße 3–136 Am Goldmannpark 1, 2 Aßmannstraße 44/46, 55 Fürstenwalder Damm 484 (Lage)                                                                                              | Kolonistensiedlung Friedrichshagen Baudenkmale siehe: Bölschestraße 6; 25; 27–28; 58; 66; 83; 84–85; 87; 115; 116; 125, (Kirche) | 09095789 – Bölschestraße 122, Wohnhaus, (links) 1857, (rechts) 1874 von H. Carlitscheck |                                     |
| 09095684 | Bölschestraße 3–136 Am Goldmannpark 1, 2 Aßmannstraße 44/46, 55 Fürstenwalder Damm 484 (Lage)                                                                                              | Kolonistensiedlung Friedrichshagen Baudenkmale siehe: Bölschestraße 6; 25; 27–28; 58; 66; 83; 84–85; 87; 115; 116; 125, (Kirche) | Hinterhaus um 1865 |                                     |
| 09095684 | Bölschestraße 3–136 Am Goldmannpark 1, 2 Aßmannstraße 44/46, 55 Fürstenwalder Damm 484 (Lage)                                                                                              | Kolonistensiedlung Friedrichshagen Baudenkmale siehe: Bölschestraße 6; 25; 27–28; 58; 66; 83; 84–85; 87; 115; 116; 125, (Kirche) | 09095790 – Bölschestraße 123, Wohnhaus, 1872 von William Müller |                                     |
| 09095684 | Bölschestraße 3–136 Am Goldmannpark 1, 2 Aßmannstraße 44/46, 55 Fürstenwalder Damm 484 (Lage)                                                                                              | Kolonistensiedlung Friedrichshagen Baudenkmale siehe: Bölschestraße 6; 25; 27–28; 58; 66; 83; 84–85; 87; 115; 116; 125, (Kirche) | 09095791 – Bölschestraße 124, Wohnhaus, 1872–1873 von William Müller |                                     |
| 09095684 | Bölschestraße 3–136 Am Goldmannpark 1, 2 Aßmannstraße 44/46, 55 Fürstenwalder Damm 484 (Lage)                                                                                              | Kolonistensiedlung Friedrichshagen Baudenkmale siehe: Bölschestraße 6; 25; 27–28; 58; 66; 83; 84–85; 87; 115; 116; 125, (Kirche) | 09095793 – Bölschestraße 126, Wohnhaus, 1870 von William Müller |                                     |
| 09095684 | Bölschestraße 3–136 Am Goldmannpark 1, 2 Aßmannstraße 44/46, 55 Fürstenwalder Damm 484 (Lage)                                                                                              | Kolonistensiedlung Friedrichshagen Baudenkmale siehe: Bölschestraße 6; 25; 27–28; 58; 66; 83; 84–85; 87; 115; 116; 125, (Kirche) | 09095794 – Bölschestraße 126A, Wohnhaus (rechts), 1870 von A. Kampe |                                     |
| 09095684 | Bölschestraße 3–136 Am Goldmannpark 1, 2 Aßmannstraße 44/46, 55 Fürstenwalder Damm 484 (Lage)                                                                                              | Kolonistensiedlung Friedrichshagen Baudenkmale siehe: Bölschestraße 6; 25; 27–28; 58; 66; 83; 84–85; 87; 115; 116; 125, (Kirche) | Anbau, 1873 von H. Carlitscheck |                                     |
| 09095684 | Bölschestraße 3–136 Am Goldmannpark 1, 2 Aßmannstraße 44/46, 55 Fürstenwalder Damm 484 (Lage)                                                                                              | Kolonistensiedlung Friedrichshagen Baudenkmale siehe: Bölschestraße 6; 25; 27–28; 58; 66; 83; 84–85; 87; 115; 116; 125, (Kirche) | 09095795 – Bölschestraße 127, Wohnhaus, 1894–1895 von F. Hinze |                                     |
| 09095684 | Bölschestraße 3–136 Am Goldmannpark 1, 2 Aßmannstraße 44/46, 55 Fürstenwalder Damm 484 (Lage)                                                                                              | Kolonistensiedlung Friedrichshagen Baudenkmale siehe: Bölschestraße 6; 25; 27–28; 58; 66; 83; 84–85; 87; 115; 116; 125, (Kirche) | 09095796 – Bölschestraße 128, Wohnhaus, um 1865 |                                     |
| 09095684 | Bölschestraße 3–136 Am Goldmannpark 1, 2 Aßmannstraße 44/46, 55 Fürstenwalder Damm 484 (Lage)                                                                                              | Kolonistensiedlung Friedrichshagen Baudenkmale siehe: Bölschestraße 6; 25; 27–28; 58; 66; 83; 84–85; 87; 115; 116; 125, (Kirche) | Seitenflügel, 1873 |                                     |
| 09095684 | Bölschestraße 3–136 Am Goldmannpark 1, 2 Aßmannstraße 44/46, 55 Fürstenwalder Damm 484 (Lage)                                                                                              | Kolonistensiedlung Friedrichshagen Baudenkmale siehe: Bölschestraße 6; 25; 27–28; 58; 66; 83; 84–85; 87; 115; 116; 125, (Kirche) | 09095797 – Bölschestraße 129, Wohnhaus, um 1860 |                                     |
| 09095684 | Bölschestraße 3–136 Am Goldmannpark 1, 2 Aßmannstraße 44/46, 55 Fürstenwalder Damm 484 (Lage)                                                                                              | Kolonistensiedlung Friedrichshagen Baudenkmale siehe: Bölschestraße 6; 25; 27–28; 58; 66; 83; 84–85; 87; 115; 116; 125, (Kirche) | 09095798 – Bölschestraße 130, Wohnhaus, 1877 von W. Krause |                                     |
| 09095684 | Bölschestraße 3–136 Am Goldmannpark 1, 2 Aßmannstraße 44/46, 55 Fürstenwalder Damm 484 (Lage)                                                                                              | Kolonistensiedlung Friedrichshagen Baudenkmale siehe: Bölschestraße 6; 25; 27–28; 58; 66; 83; 84–85; 87; 115; 116; 125, (Kirche) | 09095799 – Bölschestraße 131, Wohnhaus, um 1880 |                                     |
| 09095684 | Bölschestraße 3–136 Am Goldmannpark 1, 2 Aßmannstraße 44/46, 55 Fürstenwalder Damm 484 (Lage)                                                                                              | Kolonistensiedlung Friedrichshagen Baudenkmale siehe: Bölschestraße 6; 25; 27–28; 58; 66; 83; 84–85; 87; 115; 116; 125, (Kirche) | 09095800 – Bölschestraße 132, Wohn- und Geschäftshaus, 1903 von E. Schrammer |                                     |
| 09095684 | Bölschestraße 3–136 Am Goldmannpark 1, 2 Aßmannstraße 44/46, 55 Fürstenwalder Damm 484 (Lage)                                                                                              | Kolonistensiedlung Friedrichshagen Baudenkmale siehe: Bölschestraße 6; 25; 27–28; 58; 66; 83; 84–85; 87; 115; 116; 125, (Kirche) | Seitenflügel, um 1880 |                                     |
| 09095684 | Bölschestraße 3–136 Am Goldmannpark 1, 2 Aßmannstraße 44/46, 55 Fürstenwalder Damm 484 (Lage)                                                                                              | Kolonistensiedlung Friedrichshagen Baudenkmale siehe: Bölschestraße 6; 25; 27–28; 58; 66; 83; 84–85; 87; 115; 116; 125, (Kirche) | 09096061 – Bölschestraße 133, Wohnhaus, 1873–1874 von H. Carlitscheck |                                     |
| 09095684 | Bölschestraße 3–136 Am Goldmannpark 1, 2 Aßmannstraße 44/46, 55 Fürstenwalder Damm 484 (Lage)                                                                                              | Kolonistensiedlung Friedrichshagen Baudenkmale siehe: Bölschestraße 6; 25; 27–28; 58; 66; 83; 84–85; 87; 115; 116; 125, (Kirche) | 09095802 – Bölschestraße 134, Wohnhaus, 1873–1874 von H. Carlitscheck |                                     |
| 09095684 | Bölschestraße 3–136 Am Goldmannpark 1, 2 Aßmannstraße 44/46, 55 Fürstenwalder Damm 484 (Lage)                                                                                              | Kolonistensiedlung Friedrichshagen Baudenkmale siehe: Bölschestraße 6; 25; 27–28; 58; 66; 83; 84–85; 87; 115; 116; 125, (Kirche) | 09095803 – Bölschestraße 135, Wohnhaus, 1873 von William Müller, Umbau 1891 von A. Grabow |                                     |
| 09095684 | Bölschestraße 3–136 Am Goldmannpark 1, 2 Aßmannstraße 44/46, 55 Fürstenwalder Damm 484 (Lage)                                                                                              | Kolonistensiedlung Friedrichshagen Baudenkmale siehe: Bölschestraße 6; 25; 27–28; 58; 66; 83; 84–85; 87; 115; 116; 125, (Kirche) | 09095804 – Bölschestraße 136, Wohnhaus, 1869 von William Müller |                                     |
| 09095684 | Bölschestraße 3–136 Am Goldmannpark 1, 2 Aßmannstraße 44/46, 55 Fürstenwalder Damm 484 (Lage)                                                                                              | Kolonistensiedlung Friedrichshagen Baudenkmale siehe: Bölschestraße 6; 25; 27–28; 58; 66; 83; 84–85; 87; 115; 116; 125, (Kirche) | Ehemaliger Bestandteil des Ensembles: |                                     |
| 09095684 | Bölschestraße 3–136 Am Goldmannpark 1, 2 Aßmannstraße 44/46, 55 Fürstenwalder Damm 484 (Lage)                                                                                              | Kolonistensiedlung Friedrichshagen Baudenkmale siehe: Bölschestraße 6; 25; 27–28; 58; 66; 83; 84–85; 87; 115; 116; 125, (Kirche) | 09095722 – Bölschestraße 108–113 / Aßmannstraße 55, Kaufhalle, um 1965 |                                     |
| 09045641 | Scharnweberstraße 2–124 Am Goldmannpark 24 Aßmannstraße 63, 64, 66 Breestpromenade 2 Dreiserstraße 1/3 Karl-Frank-Straße 3 Kastanienallee 16 Müggelseedamm 189 Rahnsdorfer Straße 1 (Lage) | Dorferweiterung Friedrichshagen, Schulen, Kirche und Wohnhäuser mit Vorgärten                                                    | Vorgärten |                                     |
| 09045641 | Scharnweberstraße 2–124 Am Goldmannpark 24 Aßmannstraße 63, 64, 66 Breestpromenade 2 Dreiserstraße 1/3 Karl-Frank-Straße 3 Kastanienallee 16 Müggelseedamm 189 Rahnsdorfer Straße 1 (Lage) | Dorferweiterung Friedrichshagen, Schulen, Kirche und Wohnhäuser mit Vorgärten                                                    | Bestandteile des Ensembles: |                                     |
| 09045641 | Scharnweberstraße 2–124 Am Goldmannpark 24 Aßmannstraße 63, 64, 66 Breestpromenade 2 Dreiserstraße 1/3 Karl-Frank-Straße 3 Kastanienallee 16 Müggelseedamm 189 Rahnsdorfer Straße 1 (Lage) | Dorferweiterung Friedrichshagen, Schulen, Kirche und Wohnhäuser mit Vorgärten                                                    | 09045745 – Am Goldmannpark 24 / Scharnweberstraße, Wohnhäuser, um 1890 |                                     |
| 09045641 | Scharnweberstraße 2–124 Am Goldmannpark 24 Aßmannstraße 63, 64, 66 Breestpromenade 2 Dreiserstraße 1/3 Karl-Frank-Straße 3 Kastanienallee 16 Müggelseedamm 189 Rahnsdorfer Straße 1 (Lage) | Dorferweiterung Friedrichshagen, Schulen, Kirche und Wohnhäuser mit Vorgärten                                                    | Einfriedung |                                     |
| 09045641 | Scharnweberstraße 2–124 Am Goldmannpark 24 Aßmannstraße 63, 64, 66 Breestpromenade 2 Dreiserstraße 1/3 Karl-Frank-Straße 3 Kastanienallee 16 Müggelseedamm 189 Rahnsdorfer Straße 1 (Lage) | Dorferweiterung Friedrichshagen, Schulen, Kirche und Wohnhäuser mit Vorgärten                                                    | 09045723 – Aßmannstraße 63, 1. Gemeindeschule, Schulhaus, um 1900 Der Klinkerverblendbau war zu DDR-Zeiten die Oberschule „Karl Frank“ |                                     |
| 09045641 | Scharnweberstraße 2–124 Am Goldmannpark 24 Aßmannstraße 63, 64, 66 Breestpromenade 2 Dreiserstraße 1/3 Karl-Frank-Straße 3 Kastanienallee 16 Müggelseedamm 189 Rahnsdorfer Straße 1 (Lage) | Dorferweiterung Friedrichshagen, Schulen, Kirche und Wohnhäuser mit Vorgärten                                                    | Turnhalle, erweitert 1933 |                                     |
| 09045641 | Scharnweberstraße 2–124 Am Goldmannpark 24 Aßmannstraße 63, 64, 66 Breestpromenade 2 Dreiserstraße 1/3 Karl-Frank-Straße 3 Kastanienallee 16 Müggelseedamm 189 Rahnsdorfer Straße 1 (Lage) | Dorferweiterung Friedrichshagen, Schulen, Kirche und Wohnhäuser mit Vorgärten                                                    | 09045832 – Aßmannstraße 64, 66 / Scharnweberstraße, Wohnhaus, um 1900 |                                     |
| 09045641 | Scharnweberstraße 2–124 Am Goldmannpark 24 Aßmannstraße 63, 64, 66 Breestpromenade 2 Dreiserstraße 1/3 Karl-Frank-Straße 3 Kastanienallee 16 Müggelseedamm 189 Rahnsdorfer Straße 1 (Lage) | Dorferweiterung Friedrichshagen, Schulen, Kirche und Wohnhäuser mit Vorgärten                                                    | Einfriedung |                                     |
| 09045641 | Scharnweberstraße 2–124 Am Goldmannpark 24 Aßmannstraße 63, 64, 66 Breestpromenade 2 Dreiserstraße 1/3 Karl-Frank-Straße 3 Kastanienallee 16 Müggelseedamm 189 Rahnsdorfer Straße 1 (Lage) | Dorferweiterung Friedrichshagen, Schulen, Kirche und Wohnhäuser mit Vorgärten                                                    | 09045642 – Müggelseedamm 189, Wohn- und Geschäftshaus mit Einfriedung, 1911 von Demuth und Crampe |                                     |
| 09045641 | Scharnweberstraße 2–124 Am Goldmannpark 24 Aßmannstraße 63, 64, 66 Breestpromenade 2 Dreiserstraße 1/3 Karl-Frank-Straße 3 Kastanienallee 16 Müggelseedamm 189 Rahnsdorfer Straße 1 (Lage) | Dorferweiterung Friedrichshagen, Schulen, Kirche und Wohnhäuser mit Vorgärten                                                    | 09045643 – Scharnweberstraße 2, Wohnhaus, 1890 von Gebr. Thieme |                                     |
| 09045641 | Scharnweberstraße 2–124 Am Goldmannpark 24 Aßmannstraße 63, 64, 66 Breestpromenade 2 Dreiserstraße 1/3 Karl-Frank-Straße 3 Kastanienallee 16 Müggelseedamm 189 Rahnsdorfer Straße 1 (Lage) | Dorferweiterung Friedrichshagen, Schulen, Kirche und Wohnhäuser mit Vorgärten                                                    | 09045644 – Scharnweberstraße 4, Wohnhaus, 1891 von Carl Schrammer |                                     |
| 09045641 | Scharnweberstraße 2–124 Am Goldmannpark 24 Aßmannstraße 63, 64, 66 Breestpromenade 2 Dreiserstraße 1/3 Karl-Frank-Straße 3 Kastanienallee 16 Müggelseedamm 189 Rahnsdorfer Straße 1 (Lage) | Dorferweiterung Friedrichshagen, Schulen, Kirche und Wohnhäuser mit Vorgärten                                                    | 09045645 – Scharnweberstraße 5, Wohn- und Geschäftshaus, 1897 |                                     |
| 09045641 | Scharnweberstraße 2–124 Am Goldmannpark 24 Aßmannstraße 63, 64, 66 Breestpromenade 2 Dreiserstraße 1/3 Karl-Frank-Straße 3 Kastanienallee 16 Müggelseedamm 189 Rahnsdorfer Straße 1 (Lage) | Dorferweiterung Friedrichshagen, Schulen, Kirche und Wohnhäuser mit Vorgärten                                                    | 09045646 – Scharnweberstraße 6 / Dreiserstraße 3, Mietshaus mit Einfriedung, 1905 |                                     |
| 09045641 | Scharnweberstraße 2–124 Am Goldmannpark 24 Aßmannstraße 63, 64, 66 Breestpromenade 2 Dreiserstraße 1/3 Karl-Frank-Straße 3 Kastanienallee 16 Müggelseedamm 189 Rahnsdorfer Straße 1 (Lage) | Dorferweiterung Friedrichshagen, Schulen, Kirche und Wohnhäuser mit Vorgärten                                                    | 09045647 – Scharnweberstraße 7, Mietshaus mit Einfriedung, 1890 von Johann Lerche |                                     |
| 09045641 | Scharnweberstraße 2–124 Am Goldmannpark 24 Aßmannstraße 63, 64, 66 Breestpromenade 2 Dreiserstraße 1/3 Karl-Frank-Straße 3 Kastanienallee 16 Müggelseedamm 189 Rahnsdorfer Straße 1 (Lage) | Dorferweiterung Friedrichshagen, Schulen, Kirche und Wohnhäuser mit Vorgärten                                                    | 09045648 – Scharnweberstraße 8, Remise, um 1890 |                                     |
| 09045641 | Scharnweberstraße 2–124 Am Goldmannpark 24 Aßmannstraße 63, 64, 66 Breestpromenade 2 Dreiserstraße 1/3 Karl-Frank-Straße 3 Kastanienallee 16 Müggelseedamm 189 Rahnsdorfer Straße 1 (Lage) | Dorferweiterung Friedrichshagen, Schulen, Kirche und Wohnhäuser mit Vorgärten                                                    | 09045649 – Scharnweberstraße 9–10, Kath. St. Franziskus-Kirche mit Pfarrhaus, 1950–1952 |                                     |
| 09045641 | Scharnweberstraße 2–124 Am Goldmannpark 24 Aßmannstraße 63, 64, 66 Breestpromenade 2 Dreiserstraße 1/3 Karl-Frank-Straße 3 Kastanienallee 16 Müggelseedamm 189 Rahnsdorfer Straße 1 (Lage) | Dorferweiterung Friedrichshagen, Schulen, Kirche und Wohnhäuser mit Vorgärten                                                    | 09045650 – Scharnweberstraße 11, Mietshaus, 1896 von Gebr. Thieme, Umbau um 1970 |                                     |
| 09045641 | Scharnweberstraße 2–124 Am Goldmannpark 24 Aßmannstraße 63, 64, 66 Breestpromenade 2 Dreiserstraße 1/3 Karl-Frank-Straße 3 Kastanienallee 16 Müggelseedamm 189 Rahnsdorfer Straße 1 (Lage) | Dorferweiterung Friedrichshagen, Schulen, Kirche und Wohnhäuser mit Vorgärten                                                    | 09045651 – Scharnweberstraße 12, Mietshaus mit Einfriedung, 1904 von Reinhold Hinze, Umbau um 1970 |                                     |
| 09045641 | Scharnweberstraße 2–124 Am Goldmannpark 24 Aßmannstraße 63, 64, 66 Breestpromenade 2 Dreiserstraße 1/3 Karl-Frank-Straße 3 Kastanienallee 16 Müggelseedamm 189 Rahnsdorfer Straße 1 (Lage) | Dorferweiterung Friedrichshagen, Schulen, Kirche und Wohnhäuser mit Vorgärten                                                    | 09045653 – Scharnweberstraße 14, Wohnhaus, 1882 von F. Hinze Im Jahr 2014 wurde direkt an der Villa ein angepasster Neubau errichtet. |                                     |
| 09045641 | Scharnweberstraße 2–124 Am Goldmannpark 24 Aßmannstraße 63, 64, 66 Breestpromenade 2 Dreiserstraße 1/3 Karl-Frank-Straße 3 Kastanienallee 16 Müggelseedamm 189 Rahnsdorfer Straße 1 (Lage) | Dorferweiterung Friedrichshagen, Schulen, Kirche und Wohnhäuser mit Vorgärten                                                    | 09045654 – Scharnweberstraße 17, Mietshaus mit Einfriedung, 1904 von Wilhelm Thieme |                                     |
| 09045641 | Scharnweberstraße 2–124 Am Goldmannpark 24 Aßmannstraße 63, 64, 66 Breestpromenade 2 Dreiserstraße 1/3 Karl-Frank-Straße 3 Kastanienallee 16 Müggelseedamm 189 Rahnsdorfer Straße 1 (Lage) | Dorferweiterung Friedrichshagen, Schulen, Kirche und Wohnhäuser mit Vorgärten                                                    | Hofgebäude, 1873 |                                     |
| 09045641 | Scharnweberstraße 2–124 Am Goldmannpark 24 Aßmannstraße 63, 64, 66 Breestpromenade 2 Dreiserstraße 1/3 Karl-Frank-Straße 3 Kastanienallee 16 Müggelseedamm 189 Rahnsdorfer Straße 1 (Lage) | Dorferweiterung Friedrichshagen, Schulen, Kirche und Wohnhäuser mit Vorgärten                                                    | 09045655 – Scharnweberstraße 18, Mietshaus, 1902–1905 |                                     |
| 09045641 | Scharnweberstraße 2–124 Am Goldmannpark 24 Aßmannstraße 63, 64, 66 Breestpromenade 2 Dreiserstraße 1/3 Karl-Frank-Straße 3 Kastanienallee 16 Müggelseedamm 189 Rahnsdorfer Straße 1 (Lage) | Dorferweiterung Friedrichshagen, Schulen, Kirche und Wohnhäuser mit Vorgärten                                                    | 09045656 – Scharnweberstraße 18B, Wohnhaus, um 1920 |                                     |
| 09045641 | Scharnweberstraße 2–124 Am Goldmannpark 24 Aßmannstraße 63, 64, 66 Breestpromenade 2 Dreiserstraße 1/3 Karl-Frank-Straße 3 Kastanienallee 16 Müggelseedamm 189 Rahnsdorfer Straße 1 (Lage) | Dorferweiterung Friedrichshagen, Schulen, Kirche und Wohnhäuser mit Vorgärten                                                    | 09045662 – Scharnweberstraße 24, Wohn- und Geschäftshaus, 1885 |                                     |
| 09045641 | Scharnweberstraße 2–124 Am Goldmannpark 24 Aßmannstraße 63, 64, 66 Breestpromenade 2 Dreiserstraße 1/3 Karl-Frank-Straße 3 Kastanienallee 16 Müggelseedamm 189 Rahnsdorfer Straße 1 (Lage) | Dorferweiterung Friedrichshagen, Schulen, Kirche und Wohnhäuser mit Vorgärten                                                    | 09045663 – Scharnweberstraße 24A, Wohnhaus, 1871 von W. Schrammer, Umbau um 1970 |                                     |
| 09045641 | Scharnweberstraße 2–124 Am Goldmannpark 24 Aßmannstraße 63, 64, 66 Breestpromenade 2 Dreiserstraße 1/3 Karl-Frank-Straße 3 Kastanienallee 16 Müggelseedamm 189 Rahnsdorfer Straße 1 (Lage) | Dorferweiterung Friedrichshagen, Schulen, Kirche und Wohnhäuser mit Vorgärten                                                    | 09045664 – Scharnweberstraße 25, Mietshaus, 1893 von Gebr. Thieme |                                     |
| 09045641 | Scharnweberstraße 2–124 Am Goldmannpark 24 Aßmannstraße 63, 64, 66 Breestpromenade 2 Dreiserstraße 1/3 Karl-Frank-Straße 3 Kastanienallee 16 Müggelseedamm 189 Rahnsdorfer Straße 1 (Lage) | Dorferweiterung Friedrichshagen, Schulen, Kirche und Wohnhäuser mit Vorgärten                                                    | 09045665 – Scharnweberstraße 26, Wohnhaus, 1867 von Thiele Sen. |                                     |
| 09045641 | Scharnweberstraße 2–124 Am Goldmannpark 24 Aßmannstraße 63, 64, 66 Breestpromenade 2 Dreiserstraße 1/3 Karl-Frank-Straße 3 Kastanienallee 16 Müggelseedamm 189 Rahnsdorfer Straße 1 (Lage) | Dorferweiterung Friedrichshagen, Schulen, Kirche und Wohnhäuser mit Vorgärten                                                    | Hofgebäude, 1878 von H. u. Ewald Lerche, Umbau um 1975 |                                     |
| 09045641 | Scharnweberstraße 2–124 Am Goldmannpark 24 Aßmannstraße 63, 64, 66 Breestpromenade 2 Dreiserstraße 1/3 Karl-Frank-Straße 3 Kastanienallee 16 Müggelseedamm 189 Rahnsdorfer Straße 1 (Lage) | Dorferweiterung Friedrichshagen, Schulen, Kirche und Wohnhäuser mit Vorgärten                                                    | 09045666 – Scharnweberstraße 27, Wohnhaus, 1861 von Thiele sen. |                                     |
| 09045641 | Scharnweberstraße 2–124 Am Goldmannpark 24 Aßmannstraße 63, 64, 66 Breestpromenade 2 Dreiserstraße 1/3 Karl-Frank-Straße 3 Kastanienallee 16 Müggelseedamm 189 Rahnsdorfer Straße 1 (Lage) | Dorferweiterung Friedrichshagen, Schulen, Kirche und Wohnhäuser mit Vorgärten                                                    | Anbau, 1865 als Werkstattgebäude |                                     |
| 09045641 | Scharnweberstraße 2–124 Am Goldmannpark 24 Aßmannstraße 63, 64, 66 Breestpromenade 2 Dreiserstraße 1/3 Karl-Frank-Straße 3 Kastanienallee 16 Müggelseedamm 189 Rahnsdorfer Straße 1 (Lage) | Dorferweiterung Friedrichshagen, Schulen, Kirche und Wohnhäuser mit Vorgärten                                                    | 09045667 – Scharnweberstraße 28, Wohnhaus, 1876 |                                     |
| 09045641 | Scharnweberstraße 2–124 Am Goldmannpark 24 Aßmannstraße 63, 64, 66 Breestpromenade 2 Dreiserstraße 1/3 Karl-Frank-Straße 3 Kastanienallee 16 Müggelseedamm 189 Rahnsdorfer Straße 1 (Lage) | Dorferweiterung Friedrichshagen, Schulen, Kirche und Wohnhäuser mit Vorgärten                                                    | 09045668 – Scharnweberstraße 29, Wohnhaus, 1888 von H. Lerche |                                     |
| 09045641 | Scharnweberstraße 2–124 Am Goldmannpark 24 Aßmannstraße 63, 64, 66 Breestpromenade 2 Dreiserstraße 1/3 Karl-Frank-Straße 3 Kastanienallee 16 Müggelseedamm 189 Rahnsdorfer Straße 1 (Lage) | Dorferweiterung Friedrichshagen, Schulen, Kirche und Wohnhäuser mit Vorgärten                                                    | 09045669 – Scharnweberstraße 30, Wohnhaus, 1888 von H. Lerche |                                     |
| 09045641 | Scharnweberstraße 2–124 Am Goldmannpark 24 Aßmannstraße 63, 64, 66 Breestpromenade 2 Dreiserstraße 1/3 Karl-Frank-Straße 3 Kastanienallee 16 Müggelseedamm 189 Rahnsdorfer Straße 1 (Lage) | Dorferweiterung Friedrichshagen, Schulen, Kirche und Wohnhäuser mit Vorgärten                                                    | 09045670 – Scharnweberstraße 31, Wohnhaus, 1875 |                                     |
| 09045641 | Scharnweberstraße 2–124 Am Goldmannpark 24 Aßmannstraße 63, 64, 66 Breestpromenade 2 Dreiserstraße 1/3 Karl-Frank-Straße 3 Kastanienallee 16 Müggelseedamm 189 Rahnsdorfer Straße 1 (Lage) | Dorferweiterung Friedrichshagen, Schulen, Kirche und Wohnhäuser mit Vorgärten                                                    | Nebengebäude |                                     |
| 09045641 | Scharnweberstraße 2–124 Am Goldmannpark 24 Aßmannstraße 63, 64, 66 Breestpromenade 2 Dreiserstraße 1/3 Karl-Frank-Straße 3 Kastanienallee 16 Müggelseedamm 189 Rahnsdorfer Straße 1 (Lage) | Dorferweiterung Friedrichshagen, Schulen, Kirche und Wohnhäuser mit Vorgärten                                                    | 09045671 – Scharnweberstraße 33, Wohnhaus, 1866 |                                     |
| 09045641 | Scharnweberstraße 2–124 Am Goldmannpark 24 Aßmannstraße 63, 64, 66 Breestpromenade 2 Dreiserstraße 1/3 Karl-Frank-Straße 3 Kastanienallee 16 Müggelseedamm 189 Rahnsdorfer Straße 1 (Lage) | Dorferweiterung Friedrichshagen, Schulen, Kirche und Wohnhäuser mit Vorgärten                                                    | 09045672 – Scharnweberstraße 34, Einfriedung, um 1900 |                                     |
| 09045641 | Scharnweberstraße 2–124 Am Goldmannpark 24 Aßmannstraße 63, 64, 66 Breestpromenade 2 Dreiserstraße 1/3 Karl-Frank-Straße 3 Kastanienallee 16 Müggelseedamm 189 Rahnsdorfer Straße 1 (Lage) | Dorferweiterung Friedrichshagen, Schulen, Kirche und Wohnhäuser mit Vorgärten                                                    | Garagen 1942–1955 |                                     |
| 09045641 | Scharnweberstraße 2–124 Am Goldmannpark 24 Aßmannstraße 63, 64, 66 Breestpromenade 2 Dreiserstraße 1/3 Karl-Frank-Straße 3 Kastanienallee 16 Müggelseedamm 189 Rahnsdorfer Straße 1 (Lage) | Dorferweiterung Friedrichshagen, Schulen, Kirche und Wohnhäuser mit Vorgärten                                                    | 09045673 – Scharnweberstraße 35, Wohnhaus mit Einfriedung, 1883 |                                     |
| 09045641 | Scharnweberstraße 2–124 Am Goldmannpark 24 Aßmannstraße 63, 64, 66 Breestpromenade 2 Dreiserstraße 1/3 Karl-Frank-Straße 3 Kastanienallee 16 Müggelseedamm 189 Rahnsdorfer Straße 1 (Lage) | Dorferweiterung Friedrichshagen, Schulen, Kirche und Wohnhäuser mit Vorgärten                                                    | 09045674 – Scharnweberstraße 36–37, Mietshaus und Einfriedung, 1907 von H. Carlitscheck |                                     |
| 09045641 | Scharnweberstraße 2–124 Am Goldmannpark 24 Aßmannstraße 63, 64, 66 Breestpromenade 2 Dreiserstraße 1/3 Karl-Frank-Straße 3 Kastanienallee 16 Müggelseedamm 189 Rahnsdorfer Straße 1 (Lage) | Dorferweiterung Friedrichshagen, Schulen, Kirche und Wohnhäuser mit Vorgärten                                                    | Seitenflügel |                                     |
| 09045641 | Scharnweberstraße 2–124 Am Goldmannpark 24 Aßmannstraße 63, 64, 66 Breestpromenade 2 Dreiserstraße 1/3 Karl-Frank-Straße 3 Kastanienallee 16 Müggelseedamm 189 Rahnsdorfer Straße 1 (Lage) | Dorferweiterung Friedrichshagen, Schulen, Kirche und Wohnhäuser mit Vorgärten                                                    | 09045675 – Scharnweberstraße 38, Wohnhaus, 1868 von William Müller, Umbau 1894 von H. Carlitscheck |                                     |
| 09045641 | Scharnweberstraße 2–124 Am Goldmannpark 24 Aßmannstraße 63, 64, 66 Breestpromenade 2 Dreiserstraße 1/3 Karl-Frank-Straße 3 Kastanienallee 16 Müggelseedamm 189 Rahnsdorfer Straße 1 (Lage) | Dorferweiterung Friedrichshagen, Schulen, Kirche und Wohnhäuser mit Vorgärten                                                    | Seitenflügel |                                     |
| 09045641 | Scharnweberstraße 2–124 Am Goldmannpark 24 Aßmannstraße 63, 64, 66 Breestpromenade 2 Dreiserstraße 1/3 Karl-Frank-Straße 3 Kastanienallee 16 Müggelseedamm 189 Rahnsdorfer Straße 1 (Lage) | Dorferweiterung Friedrichshagen, Schulen, Kirche und Wohnhäuser mit Vorgärten                                                    | 09045676 – Scharnweberstraße 39, Wohnhaus, 1886 |                                     |
| 09045641 | Scharnweberstraße 2–124 Am Goldmannpark 24 Aßmannstraße 63, 64, 66 Breestpromenade 2 Dreiserstraße 1/3 Karl-Frank-Straße 3 Kastanienallee 16 Müggelseedamm 189 Rahnsdorfer Straße 1 (Lage) | Dorferweiterung Friedrichshagen, Schulen, Kirche und Wohnhäuser mit Vorgärten                                                    | Seitenflügel, 1890 |                                     |
| 09045641 | Scharnweberstraße 2–124 Am Goldmannpark 24 Aßmannstraße 63, 64, 66 Breestpromenade 2 Dreiserstraße 1/3 Karl-Frank-Straße 3 Kastanienallee 16 Müggelseedamm 189 Rahnsdorfer Straße 1 (Lage) | Dorferweiterung Friedrichshagen, Schulen, Kirche und Wohnhäuser mit Vorgärten                                                    | 09045677 – Scharnweberstraße 41, Mietshaus, um 1900 |                                     |
| 09045641 | Scharnweberstraße 2–124 Am Goldmannpark 24 Aßmannstraße 63, 64, 66 Breestpromenade 2 Dreiserstraße 1/3 Karl-Frank-Straße 3 Kastanienallee 16 Müggelseedamm 189 Rahnsdorfer Straße 1 (Lage) | Dorferweiterung Friedrichshagen, Schulen, Kirche und Wohnhäuser mit Vorgärten                                                    | 09045678 – Scharnweberstraße 42, Wohnhaus, 1889 von H. Carlitscheck |                                     |
| 09045641 | Scharnweberstraße 2–124 Am Goldmannpark 24 Aßmannstraße 63, 64, 66 Breestpromenade 2 Dreiserstraße 1/3 Karl-Frank-Straße 3 Kastanienallee 16 Müggelseedamm 189 Rahnsdorfer Straße 1 (Lage) | Dorferweiterung Friedrichshagen, Schulen, Kirche und Wohnhäuser mit Vorgärten                                                    | Rückgebäude, 1889 von H. Carlitscheck und Seitenflügel, 1891, Umbau um 1975 |                                     |
| 09045641 | Scharnweberstraße 2–124 Am Goldmannpark 24 Aßmannstraße 63, 64, 66 Breestpromenade 2 Dreiserstraße 1/3 Karl-Frank-Straße 3 Kastanienallee 16 Müggelseedamm 189 Rahnsdorfer Straße 1 (Lage) | Dorferweiterung Friedrichshagen, Schulen, Kirche und Wohnhäuser mit Vorgärten                                                    | 09045679 – Scharnweberstraße 43, Wohnhaus, 1873 von William Müller |                                     |
| 09045641 | Scharnweberstraße 2–124 Am Goldmannpark 24 Aßmannstraße 63, 64, 66 Breestpromenade 2 Dreiserstraße 1/3 Karl-Frank-Straße 3 Kastanienallee 16 Müggelseedamm 189 Rahnsdorfer Straße 1 (Lage) | Dorferweiterung Friedrichshagen, Schulen, Kirche und Wohnhäuser mit Vorgärten                                                    | Seitenflügel |                                     |
| 09045641 | Scharnweberstraße 2–124 Am Goldmannpark 24 Aßmannstraße 63, 64, 66 Breestpromenade 2 Dreiserstraße 1/3 Karl-Frank-Straße 3 Kastanienallee 16 Müggelseedamm 189 Rahnsdorfer Straße 1 (Lage) | Dorferweiterung Friedrichshagen, Schulen, Kirche und Wohnhäuser mit Vorgärten                                                    | 09045680 – Scharnweberstraße 44, Wohnhaus, 1895 von H. Lerche |                                     |
| 09045641 | Scharnweberstraße 2–124 Am Goldmannpark 24 Aßmannstraße 63, 64, 66 Breestpromenade 2 Dreiserstraße 1/3 Karl-Frank-Straße 3 Kastanienallee 16 Müggelseedamm 189 Rahnsdorfer Straße 1 (Lage) | Dorferweiterung Friedrichshagen, Schulen, Kirche und Wohnhäuser mit Vorgärten                                                    | eitenflügel und Remise |                                     |
| 09045641 | Scharnweberstraße 2–124 Am Goldmannpark 24 Aßmannstraße 63, 64, 66 Breestpromenade 2 Dreiserstraße 1/3 Karl-Frank-Straße 3 Kastanienallee 16 Müggelseedamm 189 Rahnsdorfer Straße 1 (Lage) | Dorferweiterung Friedrichshagen, Schulen, Kirche und Wohnhäuser mit Vorgärten                                                    | 09045681 – Scharnweberstraße 45, Wohnhaus mit Einfriedung, 1894 von Georg Polland |                                     |
| 09045641 | Scharnweberstraße 2–124 Am Goldmannpark 24 Aßmannstraße 63, 64, 66 Breestpromenade 2 Dreiserstraße 1/3 Karl-Frank-Straße 3 Kastanienallee 16 Müggelseedamm 189 Rahnsdorfer Straße 1 (Lage) | Dorferweiterung Friedrichshagen, Schulen, Kirche und Wohnhäuser mit Vorgärten                                                    | 09045682 – Scharnweberstraße 46, Wohnhaus und Bäckerei, 1893 von Georg Polland |                                     |
| 09045641 | Scharnweberstraße 2–124 Am Goldmannpark 24 Aßmannstraße 63, 64, 66 Breestpromenade 2 Dreiserstraße 1/3 Karl-Frank-Straße 3 Kastanienallee 16 Müggelseedamm 189 Rahnsdorfer Straße 1 (Lage) | Dorferweiterung Friedrichshagen, Schulen, Kirche und Wohnhäuser mit Vorgärten                                                    | Bäckerei |                                     |
| 09045641 | Scharnweberstraße 2–124 Am Goldmannpark 24 Aßmannstraße 63, 64, 66 Breestpromenade 2 Dreiserstraße 1/3 Karl-Frank-Straße 3 Kastanienallee 16 Müggelseedamm 189 Rahnsdorfer Straße 1 (Lage) | Dorferweiterung Friedrichshagen, Schulen, Kirche und Wohnhäuser mit Vorgärten                                                    | 09045683 – Scharnweberstraße 47, Wohnhaus mit Einfriedung, 1887 |                                     |
| 09045641 | Scharnweberstraße 2–124 Am Goldmannpark 24 Aßmannstraße 63, 64, 66 Breestpromenade 2 Dreiserstraße 1/3 Karl-Frank-Straße 3 Kastanienallee 16 Müggelseedamm 189 Rahnsdorfer Straße 1 (Lage) | Dorferweiterung Friedrichshagen, Schulen, Kirche und Wohnhäuser mit Vorgärten                                                    | 09045684 – Scharnweberstraße 48, Wohnhaus, 1885 |                                     |
| 09045641 | Scharnweberstraße 2–124 Am Goldmannpark 24 Aßmannstraße 63, 64, 66 Breestpromenade 2 Dreiserstraße 1/3 Karl-Frank-Straße 3 Kastanienallee 16 Müggelseedamm 189 Rahnsdorfer Straße 1 (Lage) | Dorferweiterung Friedrichshagen, Schulen, Kirche und Wohnhäuser mit Vorgärten                                                    | 09045685 – Scharnweberstraße 49 / Breestpromenade 2, Mietshaus, 1886 |                                     |
| 09045641 | Scharnweberstraße 2–124 Am Goldmannpark 24 Aßmannstraße 63, 64, 66 Breestpromenade 2 Dreiserstraße 1/3 Karl-Frank-Straße 3 Kastanienallee 16 Müggelseedamm 189 Rahnsdorfer Straße 1 (Lage) | Dorferweiterung Friedrichshagen, Schulen, Kirche und Wohnhäuser mit Vorgärten                                                    | 09045686 – Scharnweberstraße 54, Wohnhaus, 1888 von E. Schrammer |                                     |
| 09045641 | Scharnweberstraße 2–124 Am Goldmannpark 24 Aßmannstraße 63, 64, 66 Breestpromenade 2 Dreiserstraße 1/3 Karl-Frank-Straße 3 Kastanienallee 16 Müggelseedamm 189 Rahnsdorfer Straße 1 (Lage) | Dorferweiterung Friedrichshagen, Schulen, Kirche und Wohnhäuser mit Vorgärten                                                    | Seitengebäude |                                     |
| 09045641 | Scharnweberstraße 2–124 Am Goldmannpark 24 Aßmannstraße 63, 64, 66 Breestpromenade 2 Dreiserstraße 1/3 Karl-Frank-Straße 3 Kastanienallee 16 Müggelseedamm 189 Rahnsdorfer Straße 1 (Lage) | Dorferweiterung Friedrichshagen, Schulen, Kirche und Wohnhäuser mit Vorgärten                                                    | 09045687 – Scharnweberstraße 55, Wohnhaus, um 1900 |                                     |
| 09045641 | Scharnweberstraße 2–124 Am Goldmannpark 24 Aßmannstraße 63, 64, 66 Breestpromenade 2 Dreiserstraße 1/3 Karl-Frank-Straße 3 Kastanienallee 16 Müggelseedamm 189 Rahnsdorfer Straße 1 (Lage) | Dorferweiterung Friedrichshagen, Schulen, Kirche und Wohnhäuser mit Vorgärten                                                    | 09045688 – Scharnweberstraße 56, Wohnhaus, 1873 von H. Carlitscheck, Umbau um 1975 |                                     |
| 09045641 | Scharnweberstraße 2–124 Am Goldmannpark 24 Aßmannstraße 63, 64, 66 Breestpromenade 2 Dreiserstraße 1/3 Karl-Frank-Straße 3 Kastanienallee 16 Müggelseedamm 189 Rahnsdorfer Straße 1 (Lage) | Dorferweiterung Friedrichshagen, Schulen, Kirche und Wohnhäuser mit Vorgärten                                                    | Remise |                                     |
| 09045641 | Scharnweberstraße 2–124 Am Goldmannpark 24 Aßmannstraße 63, 64, 66 Breestpromenade 2 Dreiserstraße 1/3 Karl-Frank-Straße 3 Kastanienallee 16 Müggelseedamm 189 Rahnsdorfer Straße 1 (Lage) | Dorferweiterung Friedrichshagen, Schulen, Kirche und Wohnhäuser mit Vorgärten                                                    | 09045691 – Scharnweberstraße 59, Wohnhaus, 1873 |                                     |
| 09045641 | Scharnweberstraße 2–124 Am Goldmannpark 24 Aßmannstraße 63, 64, 66 Breestpromenade 2 Dreiserstraße 1/3 Karl-Frank-Straße 3 Kastanienallee 16 Müggelseedamm 189 Rahnsdorfer Straße 1 (Lage) | Dorferweiterung Friedrichshagen, Schulen, Kirche und Wohnhäuser mit Vorgärten                                                    | Hofgebäude |                                     |
| 09045641 | Scharnweberstraße 2–124 Am Goldmannpark 24 Aßmannstraße 63, 64, 66 Breestpromenade 2 Dreiserstraße 1/3 Karl-Frank-Straße 3 Kastanienallee 16 Müggelseedamm 189 Rahnsdorfer Straße 1 (Lage) | Dorferweiterung Friedrichshagen, Schulen, Kirche und Wohnhäuser mit Vorgärten                                                    | 09045692 – Scharnweberstraße 60–61, Wohnanlage, 1926 von Eugen Kühn |                                     |
| 09045641 | Scharnweberstraße 2–124 Am Goldmannpark 24 Aßmannstraße 63, 64, 66 Breestpromenade 2 Dreiserstraße 1/3 Karl-Frank-Straße 3 Kastanienallee 16 Müggelseedamm 189 Rahnsdorfer Straße 1 (Lage) | Dorferweiterung Friedrichshagen, Schulen, Kirche und Wohnhäuser mit Vorgärten                                                    | 09045693 – Scharnweberstraße 62, Wohnhaus, 1874 |                                     |
| 09045641 | Scharnweberstraße 2–124 Am Goldmannpark 24 Aßmannstraße 63, 64, 66 Breestpromenade 2 Dreiserstraße 1/3 Karl-Frank-Straße 3 Kastanienallee 16 Müggelseedamm 189 Rahnsdorfer Straße 1 (Lage) | Dorferweiterung Friedrichshagen, Schulen, Kirche und Wohnhäuser mit Vorgärten                                                    | 09045694 – Scharnweberstraße 63, Wohnhaus, 1875 von William Müller |                                     |
| 09045641 | Scharnweberstraße 2–124 Am Goldmannpark 24 Aßmannstraße 63, 64, 66 Breestpromenade 2 Dreiserstraße 1/3 Karl-Frank-Straße 3 Kastanienallee 16 Müggelseedamm 189 Rahnsdorfer Straße 1 (Lage) | Dorferweiterung Friedrichshagen, Schulen, Kirche und Wohnhäuser mit Vorgärten                                                    | Wirtschaftsgebäude |                                     |
| 09045641 | Scharnweberstraße 2–124 Am Goldmannpark 24 Aßmannstraße 63, 64, 66 Breestpromenade 2 Dreiserstraße 1/3 Karl-Frank-Straße 3 Kastanienallee 16 Müggelseedamm 189 Rahnsdorfer Straße 1 (Lage) | Dorferweiterung Friedrichshagen, Schulen, Kirche und Wohnhäuser mit Vorgärten                                                    | 09045695 – Scharnweberstraße 64, Pferdestall mit Kutscherwohnung, 1897 |                                     |
| 09045641 | Scharnweberstraße 2–124 Am Goldmannpark 24 Aßmannstraße 63, 64, 66 Breestpromenade 2 Dreiserstraße 1/3 Karl-Frank-Straße 3 Kastanienallee 16 Müggelseedamm 189 Rahnsdorfer Straße 1 (Lage) | Dorferweiterung Friedrichshagen, Schulen, Kirche und Wohnhäuser mit Vorgärten                                                    | Einfriedung und Toreinfahrt |                                     |
| 09045641 | Scharnweberstraße 2–124 Am Goldmannpark 24 Aßmannstraße 63, 64, 66 Breestpromenade 2 Dreiserstraße 1/3 Karl-Frank-Straße 3 Kastanienallee 16 Müggelseedamm 189 Rahnsdorfer Straße 1 (Lage) | Dorferweiterung Friedrichshagen, Schulen, Kirche und Wohnhäuser mit Vorgärten                                                    | 09045696 – Scharnweberstraße 65, Mietshaus, 1892 von H. Carlitscheck |                                     |
| 09045641 | Scharnweberstraße 2–124 Am Goldmannpark 24 Aßmannstraße 63, 64, 66 Breestpromenade 2 Dreiserstraße 1/3 Karl-Frank-Straße 3 Kastanienallee 16 Müggelseedamm 189 Rahnsdorfer Straße 1 (Lage) | Dorferweiterung Friedrichshagen, Schulen, Kirche und Wohnhäuser mit Vorgärten                                                    | 09045697 – Scharnweberstraße 66, Wohnhaus, 1889 |                                     |
| 09045641 | Scharnweberstraße 2–124 Am Goldmannpark 24 Aßmannstraße 63, 64, 66 Breestpromenade 2 Dreiserstraße 1/3 Karl-Frank-Straße 3 Kastanienallee 16 Müggelseedamm 189 Rahnsdorfer Straße 1 (Lage) | Dorferweiterung Friedrichshagen, Schulen, Kirche und Wohnhäuser mit Vorgärten                                                    | 09045698 – Scharnweberstraße 67, Wohnhaus, 1868 von William Müller, erweitert 1885 von Lerche, Wohnhauserweiterung, 1876 |                                     |
| 09045641 | Scharnweberstraße 2–124 Am Goldmannpark 24 Aßmannstraße 63, 64, 66 Breestpromenade 2 Dreiserstraße 1/3 Karl-Frank-Straße 3 Kastanienallee 16 Müggelseedamm 189 Rahnsdorfer Straße 1 (Lage) | Dorferweiterung Friedrichshagen, Schulen, Kirche und Wohnhäuser mit Vorgärten                                                    | Rechter Seitenflügel 1873, linker Seitenflügel, 1876 |                                     |
| 09045641 | Scharnweberstraße 2–124 Am Goldmannpark 24 Aßmannstraße 63, 64, 66 Breestpromenade 2 Dreiserstraße 1/3 Karl-Frank-Straße 3 Kastanienallee 16 Müggelseedamm 189 Rahnsdorfer Straße 1 (Lage) | Dorferweiterung Friedrichshagen, Schulen, Kirche und Wohnhäuser mit Vorgärten                                                    | 09045699 – Scharnweberstraße 68, Wohnhaus, 1886, erweitert 1896 |                                     |
| 09045641 | Scharnweberstraße 2–124 Am Goldmannpark 24 Aßmannstraße 63, 64, 66 Breestpromenade 2 Dreiserstraße 1/3 Karl-Frank-Straße 3 Kastanienallee 16 Müggelseedamm 189 Rahnsdorfer Straße 1 (Lage) | Dorferweiterung Friedrichshagen, Schulen, Kirche und Wohnhäuser mit Vorgärten                                                    | Hofgebäude 1895, erweitert 1923 |                                     |
| 09045641 | Scharnweberstraße 2–124 Am Goldmannpark 24 Aßmannstraße 63, 64, 66 Breestpromenade 2 Dreiserstraße 1/3 Karl-Frank-Straße 3 Kastanienallee 16 Müggelseedamm 189 Rahnsdorfer Straße 1 (Lage) | Dorferweiterung Friedrichshagen, Schulen, Kirche und Wohnhäuser mit Vorgärten                                                    | 09045704 – Scharnweberstraße 73, Wohnhaus, um 1885 |                                     |
| 09045641 | Scharnweberstraße 2–124 Am Goldmannpark 24 Aßmannstraße 63, 64, 66 Breestpromenade 2 Dreiserstraße 1/3 Karl-Frank-Straße 3 Kastanienallee 16 Müggelseedamm 189 Rahnsdorfer Straße 1 (Lage) | Dorferweiterung Friedrichshagen, Schulen, Kirche und Wohnhäuser mit Vorgärten                                                    | 09045705 – Scharnweberstraße 74, Wohnhaus, 1888 von H. Carlitscheck |                                     |
| 09045641 | Scharnweberstraße 2–124 Am Goldmannpark 24 Aßmannstraße 63, 64, 66 Breestpromenade 2 Dreiserstraße 1/3 Karl-Frank-Straße 3 Kastanienallee 16 Müggelseedamm 189 Rahnsdorfer Straße 1 (Lage) | Dorferweiterung Friedrichshagen, Schulen, Kirche und Wohnhäuser mit Vorgärten                                                    | Seitenflügel und Remise |                                     |
| 09045641 | Scharnweberstraße 2–124 Am Goldmannpark 24 Aßmannstraße 63, 64, 66 Breestpromenade 2 Dreiserstraße 1/3 Karl-Frank-Straße 3 Kastanienallee 16 Müggelseedamm 189 Rahnsdorfer Straße 1 (Lage) | Dorferweiterung Friedrichshagen, Schulen, Kirche und Wohnhäuser mit Vorgärten                                                    | 09045706 – Scharnweberstraße 75, Wohnhaus mit Einfriedung, 1889 von Lerche |                                     |
| 09045641 | Scharnweberstraße 2–124 Am Goldmannpark 24 Aßmannstraße 63, 64, 66 Breestpromenade 2 Dreiserstraße 1/3 Karl-Frank-Straße 3 Kastanienallee 16 Müggelseedamm 189 Rahnsdorfer Straße 1 (Lage) | Dorferweiterung Friedrichshagen, Schulen, Kirche und Wohnhäuser mit Vorgärten                                                    | 09045708 – Scharnweberstraße 77, Wohnhaus, 1902 |                                     |
| 09045641 | Scharnweberstraße 2–124 Am Goldmannpark 24 Aßmannstraße 63, 64, 66 Breestpromenade 2 Dreiserstraße 1/3 Karl-Frank-Straße 3 Kastanienallee 16 Müggelseedamm 189 Rahnsdorfer Straße 1 (Lage) | Dorferweiterung Friedrichshagen, Schulen, Kirche und Wohnhäuser mit Vorgärten                                                    | 09045709 – Scharnweberstraße 78, Wohnhaus mit Einfriedung, 1890 |                                     |
| 09045641 | Scharnweberstraße 2–124 Am Goldmannpark 24 Aßmannstraße 63, 64, 66 Breestpromenade 2 Dreiserstraße 1/3 Karl-Frank-Straße 3 Kastanienallee 16 Müggelseedamm 189 Rahnsdorfer Straße 1 (Lage) | Dorferweiterung Friedrichshagen, Schulen, Kirche und Wohnhäuser mit Vorgärten                                                    | 09045710 – Scharnweberstraße 79, Wohnhaus mit Einfriedung, 1904 von Reinhold Hinze |                                     |
| 09045641 | Scharnweberstraße 2–124 Am Goldmannpark 24 Aßmannstraße 63, 64, 66 Breestpromenade 2 Dreiserstraße 1/3 Karl-Frank-Straße 3 Kastanienallee 16 Müggelseedamm 189 Rahnsdorfer Straße 1 (Lage) | Dorferweiterung Friedrichshagen, Schulen, Kirche und Wohnhäuser mit Vorgärten                                                    | 09045711 – Scharnweberstraße 80, Wohnhaus, 1889 |                                     |
| 09045641 | Scharnweberstraße 2–124 Am Goldmannpark 24 Aßmannstraße 63, 64, 66 Breestpromenade 2 Dreiserstraße 1/3 Karl-Frank-Straße 3 Kastanienallee 16 Müggelseedamm 189 Rahnsdorfer Straße 1 (Lage) | Dorferweiterung Friedrichshagen, Schulen, Kirche und Wohnhäuser mit Vorgärten                                                    | Gastwirtschaft „Rolands Eck“, 1894–1895, 1911 erweitert |                                     |
| 09045641 | Scharnweberstraße 2–124 Am Goldmannpark 24 Aßmannstraße 63, 64, 66 Breestpromenade 2 Dreiserstraße 1/3 Karl-Frank-Straße 3 Kastanienallee 16 Müggelseedamm 189 Rahnsdorfer Straße 1 (Lage) | Dorferweiterung Friedrichshagen, Schulen, Kirche und Wohnhäuser mit Vorgärten                                                    | 09045712 – Scharnweberstraße 81–82, Mietshaus, 1907–1909 von H. Loewenthal |                                     |
| 09045641 | Scharnweberstraße 2–124 Am Goldmannpark 24 Aßmannstraße 63, 64, 66 Breestpromenade 2 Dreiserstraße 1/3 Karl-Frank-Straße 3 Kastanienallee 16 Müggelseedamm 189 Rahnsdorfer Straße 1 (Lage) | Dorferweiterung Friedrichshagen, Schulen, Kirche und Wohnhäuser mit Vorgärten                                                    | 09045713 – Scharnweberstraße 85–85E, Wohnhaus, 1883 von H. Lerche, Umbau 1902, Einfriedung 1902 |                                     |
| 09045641 | Scharnweberstraße 2–124 Am Goldmannpark 24 Aßmannstraße 63, 64, 66 Breestpromenade 2 Dreiserstraße 1/3 Karl-Frank-Straße 3 Kastanienallee 16 Müggelseedamm 189 Rahnsdorfer Straße 1 (Lage) | Dorferweiterung Friedrichshagen, Schulen, Kirche und Wohnhäuser mit Vorgärten                                                    | Nebengebäude, 1884 |                                     |
| 09045641 | Scharnweberstraße 2–124 Am Goldmannpark 24 Aßmannstraße 63, 64, 66 Breestpromenade 2 Dreiserstraße 1/3 Karl-Frank-Straße 3 Kastanienallee 16 Müggelseedamm 189 Rahnsdorfer Straße 1 (Lage) | Dorferweiterung Friedrichshagen, Schulen, Kirche und Wohnhäuser mit Vorgärten                                                    | 09045714 – Scharnweberstraße 86, Wohnhaus, 1895 von Gebr. Thieme |                                     |
| 09045641 | Scharnweberstraße 2–124 Am Goldmannpark 24 Aßmannstraße 63, 64, 66 Breestpromenade 2 Dreiserstraße 1/3 Karl-Frank-Straße 3 Kastanienallee 16 Müggelseedamm 189 Rahnsdorfer Straße 1 (Lage) | Dorferweiterung Friedrichshagen, Schulen, Kirche und Wohnhäuser mit Vorgärten                                                    | 09045715 – Scharnweberstraße 88, Wohnhaus, 1888 |                                     |
| 09045641 | Scharnweberstraße 2–124 Am Goldmannpark 24 Aßmannstraße 63, 64, 66 Breestpromenade 2 Dreiserstraße 1/3 Karl-Frank-Straße 3 Kastanienallee 16 Müggelseedamm 189 Rahnsdorfer Straße 1 (Lage) | Dorferweiterung Friedrichshagen, Schulen, Kirche und Wohnhäuser mit Vorgärten                                                    | Seitengebäude, 1890 |                                     |
| 09045641 | Scharnweberstraße 2–124 Am Goldmannpark 24 Aßmannstraße 63, 64, 66 Breestpromenade 2 Dreiserstraße 1/3 Karl-Frank-Straße 3 Kastanienallee 16 Müggelseedamm 189 Rahnsdorfer Straße 1 (Lage) | Dorferweiterung Friedrichshagen, Schulen, Kirche und Wohnhäuser mit Vorgärten                                                    | 09045716 – Scharnweberstraße 89, Wohnhaus, 1872–1873 von H. Carlitscheck |                                     |
| 09045641 | Scharnweberstraße 2–124 Am Goldmannpark 24 Aßmannstraße 63, 64, 66 Breestpromenade 2 Dreiserstraße 1/3 Karl-Frank-Straße 3 Kastanienallee 16 Müggelseedamm 189 Rahnsdorfer Straße 1 (Lage) | Dorferweiterung Friedrichshagen, Schulen, Kirche und Wohnhäuser mit Vorgärten                                                    | 09045717 – Scharnweberstraße 90, Privatschule, 1897–1898 von Carl Spuhn, mit Einfriedung |                                     |
| 09045641 | Scharnweberstraße 2–124 Am Goldmannpark 24 Aßmannstraße 63, 64, 66 Breestpromenade 2 Dreiserstraße 1/3 Karl-Frank-Straße 3 Kastanienallee 16 Müggelseedamm 189 Rahnsdorfer Straße 1 (Lage) | Dorferweiterung Friedrichshagen, Schulen, Kirche und Wohnhäuser mit Vorgärten                                                    | zweites Schulhaus 1905 von Paul Zademack |                                     |
| 09045641 | Scharnweberstraße 2–124 Am Goldmannpark 24 Aßmannstraße 63, 64, 66 Breestpromenade 2 Dreiserstraße 1/3 Karl-Frank-Straße 3 Kastanienallee 16 Müggelseedamm 189 Rahnsdorfer Straße 1 (Lage) | Dorferweiterung Friedrichshagen, Schulen, Kirche und Wohnhäuser mit Vorgärten                                                    | 09045718 – Scharnweberstraße 92–93, Wohnhaus, 1906 von Paul Hönig |                                     |
| 09045641 | Scharnweberstraße 2–124 Am Goldmannpark 24 Aßmannstraße 63, 64, 66 Breestpromenade 2 Dreiserstraße 1/3 Karl-Frank-Straße 3 Kastanienallee 16 Müggelseedamm 189 Rahnsdorfer Straße 1 (Lage) | Dorferweiterung Friedrichshagen, Schulen, Kirche und Wohnhäuser mit Vorgärten                                                    | Hinterhaus |                                     |
| 09045641 | Scharnweberstraße 2–124 Am Goldmannpark 24 Aßmannstraße 63, 64, 66 Breestpromenade 2 Dreiserstraße 1/3 Karl-Frank-Straße 3 Kastanienallee 16 Müggelseedamm 189 Rahnsdorfer Straße 1 (Lage) | Dorferweiterung Friedrichshagen, Schulen, Kirche und Wohnhäuser mit Vorgärten                                                    | 09045719 – Scharnweberstraße 94, Wohnhaus, 1866 |                                     |
| 09045641 | Scharnweberstraße 2–124 Am Goldmannpark 24 Aßmannstraße 63, 64, 66 Breestpromenade 2 Dreiserstraße 1/3 Karl-Frank-Straße 3 Kastanienallee 16 Müggelseedamm 189 Rahnsdorfer Straße 1 (Lage) | Dorferweiterung Friedrichshagen, Schulen, Kirche und Wohnhäuser mit Vorgärten                                                    | Seitenflügel, 1874, 1889 |                                     |
| 09045641 | Scharnweberstraße 2–124 Am Goldmannpark 24 Aßmannstraße 63, 64, 66 Breestpromenade 2 Dreiserstraße 1/3 Karl-Frank-Straße 3 Kastanienallee 16 Müggelseedamm 189 Rahnsdorfer Straße 1 (Lage) | Dorferweiterung Friedrichshagen, Schulen, Kirche und Wohnhäuser mit Vorgärten                                                    | 09045721 – Scharnweberstraße 95–96, Doppelhaus, 1890–1891 von Ewald und Franz Gärtner |                                     |
| 09045641 | Scharnweberstraße 2–124 Am Goldmannpark 24 Aßmannstraße 63, 64, 66 Breestpromenade 2 Dreiserstraße 1/3 Karl-Frank-Straße 3 Kastanienallee 16 Müggelseedamm 189 Rahnsdorfer Straße 1 (Lage) | Dorferweiterung Friedrichshagen, Schulen, Kirche und Wohnhäuser mit Vorgärten                                                    | Seitenflügel |                                     |
| 09045641 | Scharnweberstraße 2–124 Am Goldmannpark 24 Aßmannstraße 63, 64, 66 Breestpromenade 2 Dreiserstraße 1/3 Karl-Frank-Straße 3 Kastanienallee 16 Müggelseedamm 189 Rahnsdorfer Straße 1 (Lage) | Dorferweiterung Friedrichshagen, Schulen, Kirche und Wohnhäuser mit Vorgärten                                                    | 09045722 – Scharnweberstraße 97, Wohnhaus, 1871 |                                     |
| 09045641 | Scharnweberstraße 2–124 Am Goldmannpark 24 Aßmannstraße 63, 64, 66 Breestpromenade 2 Dreiserstraße 1/3 Karl-Frank-Straße 3 Kastanienallee 16 Müggelseedamm 189 Rahnsdorfer Straße 1 (Lage) | Dorferweiterung Friedrichshagen, Schulen, Kirche und Wohnhäuser mit Vorgärten                                                    | 09045724 – Scharnweberstraße 99, Wohnhaus mit Einfriedung, 1885–1886 |                                     |
| 09045641 | Scharnweberstraße 2–124 Am Goldmannpark 24 Aßmannstraße 63, 64, 66 Breestpromenade 2 Dreiserstraße 1/3 Karl-Frank-Straße 3 Kastanienallee 16 Müggelseedamm 189 Rahnsdorfer Straße 1 (Lage) | Dorferweiterung Friedrichshagen, Schulen, Kirche und Wohnhäuser mit Vorgärten                                                    | 09045725 – Scharnweberstraße 100, Mietshaus, 1891 von H. Carlitscheck |                                     |
| 09045641 | Scharnweberstraße 2–124 Am Goldmannpark 24 Aßmannstraße 63, 64, 66 Breestpromenade 2 Dreiserstraße 1/3 Karl-Frank-Straße 3 Kastanienallee 16 Müggelseedamm 189 Rahnsdorfer Straße 1 (Lage) | Dorferweiterung Friedrichshagen, Schulen, Kirche und Wohnhäuser mit Vorgärten                                                    | Seitenflügel |                                     |
| 09045641 | Scharnweberstraße 2–124 Am Goldmannpark 24 Aßmannstraße 63, 64, 66 Breestpromenade 2 Dreiserstraße 1/3 Karl-Frank-Straße 3 Kastanienallee 16 Müggelseedamm 189 Rahnsdorfer Straße 1 (Lage) | Dorferweiterung Friedrichshagen, Schulen, Kirche und Wohnhäuser mit Vorgärten                                                    | 09045726 – Scharnweberstraße 101, Wohnhaus, 1888 von H. Carlitscheck |                                     |
| 09045641 | Scharnweberstraße 2–124 Am Goldmannpark 24 Aßmannstraße 63, 64, 66 Breestpromenade 2 Dreiserstraße 1/3 Karl-Frank-Straße 3 Kastanienallee 16 Müggelseedamm 189 Rahnsdorfer Straße 1 (Lage) | Dorferweiterung Friedrichshagen, Schulen, Kirche und Wohnhäuser mit Vorgärten                                                    | 09045728 – Scharnweberstraße 103, Wohnhaus, 1875 |                                     |
| 09045641 | Scharnweberstraße 2–124 Am Goldmannpark 24 Aßmannstraße 63, 64, 66 Breestpromenade 2 Dreiserstraße 1/3 Karl-Frank-Straße 3 Kastanienallee 16 Müggelseedamm 189 Rahnsdorfer Straße 1 (Lage) | Dorferweiterung Friedrichshagen, Schulen, Kirche und Wohnhäuser mit Vorgärten                                                    | 09045729 – Scharnweberstraße 104, Mietshaus, um 1890 |                                     |
| 09045641 | Scharnweberstraße 2–124 Am Goldmannpark 24 Aßmannstraße 63, 64, 66 Breestpromenade 2 Dreiserstraße 1/3 Karl-Frank-Straße 3 Kastanienallee 16 Müggelseedamm 189 Rahnsdorfer Straße 1 (Lage) | Dorferweiterung Friedrichshagen, Schulen, Kirche und Wohnhäuser mit Vorgärten                                                    | Seitengebäude |                                     |
| 09045641 | Scharnweberstraße 2–124 Am Goldmannpark 24 Aßmannstraße 63, 64, 66 Breestpromenade 2 Dreiserstraße 1/3 Karl-Frank-Straße 3 Kastanienallee 16 Müggelseedamm 189 Rahnsdorfer Straße 1 (Lage) | Dorferweiterung Friedrichshagen, Schulen, Kirche und Wohnhäuser mit Vorgärten                                                    | 09045731 – Scharnweberstraße 106–106A, Wohnhaus, 1884 Zwischen den Häusern 106 und 107 ist ein Verbindungsweg zur Bölschestraße angelegt, an dem die Wohngebäude 106A bis C stehen. |                                     |
| 09045641 | Scharnweberstraße 2–124 Am Goldmannpark 24 Aßmannstraße 63, 64, 66 Breestpromenade 2 Dreiserstraße 1/3 Karl-Frank-Straße 3 Kastanienallee 16 Müggelseedamm 189 Rahnsdorfer Straße 1 (Lage) | Dorferweiterung Friedrichshagen, Schulen, Kirche und Wohnhäuser mit Vorgärten                                                    | Nebengebäude, 1886 von H. Lerche, Seitenflügel, 1903 |                                     |
| 09045641 | Scharnweberstraße 2–124 Am Goldmannpark 24 Aßmannstraße 63, 64, 66 Breestpromenade 2 Dreiserstraße 1/3 Karl-Frank-Straße 3 Kastanienallee 16 Müggelseedamm 189 Rahnsdorfer Straße 1 (Lage) | Dorferweiterung Friedrichshagen, Schulen, Kirche und Wohnhäuser mit Vorgärten                                                    | 09045730 – Scharnweberstraße 106B-106C, Wohnhaus, um 1900 Zwischen den Häusern 106 und 107 ist ein Verbindungsweg zur Bölschestraße angelegt, an dem die Wohngebäude 106A bis C stehen. |                                     |
| 09045641 | Scharnweberstraße 2–124 Am Goldmannpark 24 Aßmannstraße 63, 64, 66 Breestpromenade 2 Dreiserstraße 1/3 Karl-Frank-Straße 3 Kastanienallee 16 Müggelseedamm 189 Rahnsdorfer Straße 1 (Lage) | Dorferweiterung Friedrichshagen, Schulen, Kirche und Wohnhäuser mit Vorgärten                                                    | Seitengebäude |                                     |
| 09045641 | Scharnweberstraße 2–124 Am Goldmannpark 24 Aßmannstraße 63, 64, 66 Breestpromenade 2 Dreiserstraße 1/3 Karl-Frank-Straße 3 Kastanienallee 16 Müggelseedamm 189 Rahnsdorfer Straße 1 (Lage) | Dorferweiterung Friedrichshagen, Schulen, Kirche und Wohnhäuser mit Vorgärten                                                    | 09045732 – Scharnweberstraße 107, Wohnhaus, 1883. Hier befand sich eine Kolonialwarenhandlung zur Lebensmittel-Versorgung der Einwohner; der Text ist an der Fassade erhalten. |                                     |
| 09045641 | Scharnweberstraße 2–124 Am Goldmannpark 24 Aßmannstraße 63, 64, 66 Breestpromenade 2 Dreiserstraße 1/3 Karl-Frank-Straße 3 Kastanienallee 16 Müggelseedamm 189 Rahnsdorfer Straße 1 (Lage) | Dorferweiterung Friedrichshagen, Schulen, Kirche und Wohnhäuser mit Vorgärten                                                    | 09045735 – Scharnweberstraße 112, Wohnhaus, um 1885 |                                     |
| 09045641 | Scharnweberstraße 2–124 Am Goldmannpark 24 Aßmannstraße 63, 64, 66 Breestpromenade 2 Dreiserstraße 1/3 Karl-Frank-Straße 3 Kastanienallee 16 Müggelseedamm 189 Rahnsdorfer Straße 1 (Lage) | Dorferweiterung Friedrichshagen, Schulen, Kirche und Wohnhäuser mit Vorgärten                                                    | 09045736 – Scharnweberstraße 114, Mietshaus, um 1900 |                                     |
| 09045641 | Scharnweberstraße 2–124 Am Goldmannpark 24 Aßmannstraße 63, 64, 66 Breestpromenade 2 Dreiserstraße 1/3 Karl-Frank-Straße 3 Kastanienallee 16 Müggelseedamm 189 Rahnsdorfer Straße 1 (Lage) | Dorferweiterung Friedrichshagen, Schulen, Kirche und Wohnhäuser mit Vorgärten                                                    | Hinterhaus und Nebengebäuden |                                     |
| 09045641 | Scharnweberstraße 2–124 Am Goldmannpark 24 Aßmannstraße 63, 64, 66 Breestpromenade 2 Dreiserstraße 1/3 Karl-Frank-Straße 3 Kastanienallee 16 Müggelseedamm 189 Rahnsdorfer Straße 1 (Lage) | Dorferweiterung Friedrichshagen, Schulen, Kirche und Wohnhäuser mit Vorgärten                                                    | 09045738 – Scharnweberstraße 117, Mietshaus, um 1890 |                                     |
| 09045641 | Scharnweberstraße 2–124 Am Goldmannpark 24 Aßmannstraße 63, 64, 66 Breestpromenade 2 Dreiserstraße 1/3 Karl-Frank-Straße 3 Kastanienallee 16 Müggelseedamm 189 Rahnsdorfer Straße 1 (Lage) | Dorferweiterung Friedrichshagen, Schulen, Kirche und Wohnhäuser mit Vorgärten                                                    | 09045739 – Scharnweberstraße 118, Mietshaus, 1902 von H. Carlitscheck |                                     |
| 09045641 | Scharnweberstraße 2–124 Am Goldmannpark 24 Aßmannstraße 63, 64, 66 Breestpromenade 2 Dreiserstraße 1/3 Karl-Frank-Straße 3 Kastanienallee 16 Müggelseedamm 189 Rahnsdorfer Straße 1 (Lage) | Dorferweiterung Friedrichshagen, Schulen, Kirche und Wohnhäuser mit Vorgärten                                                    | 09045740 – Scharnweberstraße 119, Wohnhaus, 1890 von H. Carlitscheck |                                     |
| 09045641 | Scharnweberstraße 2–124 Am Goldmannpark 24 Aßmannstraße 63, 64, 66 Breestpromenade 2 Dreiserstraße 1/3 Karl-Frank-Straße 3 Kastanienallee 16 Müggelseedamm 189 Rahnsdorfer Straße 1 (Lage) | Dorferweiterung Friedrichshagen, Schulen, Kirche und Wohnhäuser mit Vorgärten                                                    | 09045741 – Scharnweberstraße 120, Mietshaus, 1909 von Hugo Abbé |                                     |
| 09045641 | Scharnweberstraße 2–124 Am Goldmannpark 24 Aßmannstraße 63, 64, 66 Breestpromenade 2 Dreiserstraße 1/3 Karl-Frank-Straße 3 Kastanienallee 16 Müggelseedamm 189 Rahnsdorfer Straße 1 (Lage) | Dorferweiterung Friedrichshagen, Schulen, Kirche und Wohnhäuser mit Vorgärten                                                    | Hinterhaus |                                     |
| 09045641 | Scharnweberstraße 2–124 Am Goldmannpark 24 Aßmannstraße 63, 64, 66 Breestpromenade 2 Dreiserstraße 1/3 Karl-Frank-Straße 3 Kastanienallee 16 Müggelseedamm 189 Rahnsdorfer Straße 1 (Lage) | Dorferweiterung Friedrichshagen, Schulen, Kirche und Wohnhäuser mit Vorgärten                                                    | 09045742 – Scharnweberstraße 121, Wohnhaus, 1875 von W. Schrammer |                                     |
| 09045641 | Scharnweberstraße 2–124 Am Goldmannpark 24 Aßmannstraße 63, 64, 66 Breestpromenade 2 Dreiserstraße 1/3 Karl-Frank-Straße 3 Kastanienallee 16 Müggelseedamm 189 Rahnsdorfer Straße 1 (Lage) | Dorferweiterung Friedrichshagen, Schulen, Kirche und Wohnhäuser mit Vorgärten                                                    | Seitenflügel |                                     |
| 09045641 | Scharnweberstraße 2–124 Am Goldmannpark 24 Aßmannstraße 63, 64, 66 Breestpromenade 2 Dreiserstraße 1/3 Karl-Frank-Straße 3 Kastanienallee 16 Müggelseedamm 189 Rahnsdorfer Straße 1 (Lage) | Dorferweiterung Friedrichshagen, Schulen, Kirche und Wohnhäuser mit Vorgärten                                                    | 09045743 – Scharnweberstraße 122, Wohnhaus, 1875 von W. Kurfiss |                                     |
| 09045641 | Scharnweberstraße 2–124 Am Goldmannpark 24 Aßmannstraße 63, 64, 66 Breestpromenade 2 Dreiserstraße 1/3 Karl-Frank-Straße 3 Kastanienallee 16 Müggelseedamm 189 Rahnsdorfer Straße 1 (Lage) | Dorferweiterung Friedrichshagen, Schulen, Kirche und Wohnhäuser mit Vorgärten                                                    | Seitenflügel |                                     |
| 09045641 | Scharnweberstraße 2–124 Am Goldmannpark 24 Aßmannstraße 63, 64, 66 Breestpromenade 2 Dreiserstraße 1/3 Karl-Frank-Straße 3 Kastanienallee 16 Müggelseedamm 189 Rahnsdorfer Straße 1 (Lage) | Dorferweiterung Friedrichshagen, Schulen, Kirche und Wohnhäuser mit Vorgärten                                                    | 09045744 – Scharnweberstraße 123, Wohnhaus, um 1865–1866 von William Müller |                                     |
| 09045641 | Scharnweberstraße 2–124 Am Goldmannpark 24 Aßmannstraße 63, 64, 66 Breestpromenade 2 Dreiserstraße 1/3 Karl-Frank-Straße 3 Kastanienallee 16 Müggelseedamm 189 Rahnsdorfer Straße 1 (Lage) | Dorferweiterung Friedrichshagen, Schulen, Kirche und Wohnhäuser mit Vorgärten                                                    | Werkstattgebäude, 1872 |                                     |
| 09045641 | Scharnweberstraße 2–124 Am Goldmannpark 24 Aßmannstraße 63, 64, 66 Breestpromenade 2 Dreiserstraße 1/3 Karl-Frank-Straße 3 Kastanienallee 16 Müggelseedamm 189 Rahnsdorfer Straße 1 (Lage) | Dorferweiterung Friedrichshagen, Schulen, Kirche und Wohnhäuser mit Vorgärten                                                    | Ehemalige Bestandteile des Ensembles: |                                     |
| 09045641 | Scharnweberstraße 2–124 Am Goldmannpark 24 Aßmannstraße 63, 64, 66 Breestpromenade 2 Dreiserstraße 1/3 Karl-Frank-Straße 3 Kastanienallee 16 Müggelseedamm 189 Rahnsdorfer Straße 1 (Lage) | Dorferweiterung Friedrichshagen, Schulen, Kirche und Wohnhäuser mit Vorgärten                                                    | 09096517 – Vorgärten |                                     |
| 09045641 | Scharnweberstraße 2–124 Am Goldmannpark 24 Aßmannstraße 63, 64, 66 Breestpromenade 2 Dreiserstraße 1/3 Karl-Frank-Straße 3 Kastanienallee 16 Müggelseedamm 189 Rahnsdorfer Straße 1 (Lage) | Dorferweiterung Friedrichshagen, Schulen, Kirche und Wohnhäuser mit Vorgärten                                                    | 09045648 – Scharnweberstraße 8, Wohnhaus, 1866 |                                     |
| 09045641 | Scharnweberstraße 2–124 Am Goldmannpark 24 Aßmannstraße 63, 64, 66 Breestpromenade 2 Dreiserstraße 1/3 Karl-Frank-Straße 3 Kastanienallee 16 Müggelseedamm 189 Rahnsdorfer Straße 1 (Lage) | Dorferweiterung Friedrichshagen, Schulen, Kirche und Wohnhäuser mit Vorgärten                                                    | 09045652 – Scharnweberstraße 13, Hofgebäude 1874 |                                     |
| 09045641 | Scharnweberstraße 2–124 Am Goldmannpark 24 Aßmannstraße 63, 64, 66 Breestpromenade 2 Dreiserstraße 1/3 Karl-Frank-Straße 3 Kastanienallee 16 Müggelseedamm 189 Rahnsdorfer Straße 1 (Lage) | Dorferweiterung Friedrichshagen, Schulen, Kirche und Wohnhäuser mit Vorgärten                                                    | 09045657 – Scharnweberstraße 19, Seitenflügel, um 1900 |                                     |
| 09045641 | Scharnweberstraße 2–124 Am Goldmannpark 24 Aßmannstraße 63, 64, 66 Breestpromenade 2 Dreiserstraße 1/3 Karl-Frank-Straße 3 Kastanienallee 16 Müggelseedamm 189 Rahnsdorfer Straße 1 (Lage) | Dorferweiterung Friedrichshagen, Schulen, Kirche und Wohnhäuser mit Vorgärten                                                    | 09045658 – Scharnweberstraße 20, Wohnhaus, um 1860, Erweiterung 1872 von William Müller |                                     |
| 09045641 | Scharnweberstraße 2–124 Am Goldmannpark 24 Aßmannstraße 63, 64, 66 Breestpromenade 2 Dreiserstraße 1/3 Karl-Frank-Straße 3 Kastanienallee 16 Müggelseedamm 189 Rahnsdorfer Straße 1 (Lage) | Dorferweiterung Friedrichshagen, Schulen, Kirche und Wohnhäuser mit Vorgärten                                                    | 09045659 – Scharnweberstraße 21, Wohnhaus, 1861, Umbau 1907 |                                     |
| 09045641 | Scharnweberstraße 2–124 Am Goldmannpark 24 Aßmannstraße 63, 64, 66 Breestpromenade 2 Dreiserstraße 1/3 Karl-Frank-Straße 3 Kastanienallee 16 Müggelseedamm 189 Rahnsdorfer Straße 1 (Lage) | Dorferweiterung Friedrichshagen, Schulen, Kirche und Wohnhäuser mit Vorgärten                                                    | 09045660 – Scharnweberstraße 22, Wohnhaus, 1888 von Wilhelm Thieme, Umbau 1927 |                                     |
| 09045641 | Scharnweberstraße 2–124 Am Goldmannpark 24 Aßmannstraße 63, 64, 66 Breestpromenade 2 Dreiserstraße 1/3 Karl-Frank-Straße 3 Kastanienallee 16 Müggelseedamm 189 Rahnsdorfer Straße 1 (Lage) | Dorferweiterung Friedrichshagen, Schulen, Kirche und Wohnhäuser mit Vorgärten                                                    | 09045661 – Scharnweberstraße 23, Pförtnerwohnung, 1936 von F. Brinkmann |                                     |
| 09045641 | Scharnweberstraße 2–124 Am Goldmannpark 24 Aßmannstraße 63, 64, 66 Breestpromenade 2 Dreiserstraße 1/3 Karl-Frank-Straße 3 Kastanienallee 16 Müggelseedamm 189 Rahnsdorfer Straße 1 (Lage) | Dorferweiterung Friedrichshagen, Schulen, Kirche und Wohnhäuser mit Vorgärten                                                    | 09045689 – Scharnweberstraße 57, Seitenflügel, 1883 |                                     |
| 09045641 | Scharnweberstraße 2–124 Am Goldmannpark 24 Aßmannstraße 63, 64, 66 Breestpromenade 2 Dreiserstraße 1/3 Karl-Frank-Straße 3 Kastanienallee 16 Müggelseedamm 189 Rahnsdorfer Straße 1 (Lage) | Dorferweiterung Friedrichshagen, Schulen, Kirche und Wohnhäuser mit Vorgärten                                                    | 09045690 – Scharnweberstraße 58, Hofgebäude, um 1900, Umbau um 1970 |                                     |
| 09045641 | Scharnweberstraße 2–124 Am Goldmannpark 24 Aßmannstraße 63, 64, 66 Breestpromenade 2 Dreiserstraße 1/3 Karl-Frank-Straße 3 Kastanienallee 16 Müggelseedamm 189 Rahnsdorfer Straße 1 (Lage) | Dorferweiterung Friedrichshagen, Schulen, Kirche und Wohnhäuser mit Vorgärten                                                    | 09045695 – Scharnweberstraße 64, Seitenflügel, 1887 von H. Lerche |                                     |
| 09045641 | Scharnweberstraße 2–124 Am Goldmannpark 24 Aßmannstraße 63, 64, 66 Breestpromenade 2 Dreiserstraße 1/3 Karl-Frank-Straße 3 Kastanienallee 16 Müggelseedamm 189 Rahnsdorfer Straße 1 (Lage) | Dorferweiterung Friedrichshagen, Schulen, Kirche und Wohnhäuser mit Vorgärten                                                    | 09045700 – Scharnweberstraße 69, Wohnhaus |                                     |
| 09045641 | Scharnweberstraße 2–124 Am Goldmannpark 24 Aßmannstraße 63, 64, 66 Breestpromenade 2 Dreiserstraße 1/3 Karl-Frank-Straße 3 Kastanienallee 16 Müggelseedamm 189 Rahnsdorfer Straße 1 (Lage) | Dorferweiterung Friedrichshagen, Schulen, Kirche und Wohnhäuser mit Vorgärten                                                    | 09045701 – Scharnweberstraße 70, Wohnhaus, 1894 (?), Umbau um 1990 |                                     |
| 09045641 | Scharnweberstraße 2–124 Am Goldmannpark 24 Aßmannstraße 63, 64, 66 Breestpromenade 2 Dreiserstraße 1/3 Karl-Frank-Straße 3 Kastanienallee 16 Müggelseedamm 189 Rahnsdorfer Straße 1 (Lage) | Dorferweiterung Friedrichshagen, Schulen, Kirche und Wohnhäuser mit Vorgärten                                                    | 09045702 – Scharnweberstraße 71 |                                     |
| 09045641 | Scharnweberstraße 2–124 Am Goldmannpark 24 Aßmannstraße 63, 64, 66 Breestpromenade 2 Dreiserstraße 1/3 Karl-Frank-Straße 3 Kastanienallee 16 Müggelseedamm 189 Rahnsdorfer Straße 1 (Lage) | Dorferweiterung Friedrichshagen, Schulen, Kirche und Wohnhäuser mit Vorgärten                                                    | 09045703 – Scharnweberstraße 72, Wohnhaus, 1895 |                                     |
| 09045641 | Scharnweberstraße 2–124 Am Goldmannpark 24 Aßmannstraße 63, 64, 66 Breestpromenade 2 Dreiserstraße 1/3 Karl-Frank-Straße 3 Kastanienallee 16 Müggelseedamm 189 Rahnsdorfer Straße 1 (Lage) | Dorferweiterung Friedrichshagen, Schulen, Kirche und Wohnhäuser mit Vorgärten                                                    | 09045707 – Scharnweberstraße 76, Hofgebäude, 1892 |                                     |
| 09045641 | Scharnweberstraße 2–124 Am Goldmannpark 24 Aßmannstraße 63, 64, 66 Breestpromenade 2 Dreiserstraße 1/3 Karl-Frank-Straße 3 Kastanienallee 16 Müggelseedamm 189 Rahnsdorfer Straße 1 (Lage) | Dorferweiterung Friedrichshagen, Schulen, Kirche und Wohnhäuser mit Vorgärten                                                    | 09045727 – Scharnweberstraße 102, Wohnhaus, um 1860, Erweiterung 1871 |                                     |
| 09045641 | Scharnweberstraße 2–124 Am Goldmannpark 24 Aßmannstraße 63, 64, 66 Breestpromenade 2 Dreiserstraße 1/3 Karl-Frank-Straße 3 Kastanienallee 16 Müggelseedamm 189 Rahnsdorfer Straße 1 (Lage) | Dorferweiterung Friedrichshagen, Schulen, Kirche und Wohnhäuser mit Vorgärten                                                    | 09045730 – Scharnweberstraße 105 |                                     |
| 09045641 | Scharnweberstraße 2–124 Am Goldmannpark 24 Aßmannstraße 63, 64, 66 Breestpromenade 2 Dreiserstraße 1/3 Karl-Frank-Straße 3 Kastanienallee 16 Müggelseedamm 189 Rahnsdorfer Straße 1 (Lage) | Dorferweiterung Friedrichshagen, Schulen, Kirche und Wohnhäuser mit Vorgärten                                                    | 09045733 – Scharnweberstraße 108 A-B, Hofgebäude um 1890 |                                     |
| 09045641 | Scharnweberstraße 2–124 Am Goldmannpark 24 Aßmannstraße 63, 64, 66 Breestpromenade 2 Dreiserstraße 1/3 Karl-Frank-Straße 3 Kastanienallee 16 Müggelseedamm 189 Rahnsdorfer Straße 1 (Lage) | Dorferweiterung Friedrichshagen, Schulen, Kirche und Wohnhäuser mit Vorgärten                                                    | 09045734 – Scharnweberstraße 111, Wohnhaus, 1890, Umbau um 1935 |                                     |
| 09045641 | Scharnweberstraße 2–124 Am Goldmannpark 24 Aßmannstraße 63, 64, 66 Breestpromenade 2 Dreiserstraße 1/3 Karl-Frank-Straße 3 Kastanienallee 16 Müggelseedamm 189 Rahnsdorfer Straße 1 (Lage) | Dorferweiterung Friedrichshagen, Schulen, Kirche und Wohnhäuser mit Vorgärten                                                    | 09045737 – Scharnweberstraße 115–116, Hofgebäude, um 1890, Umbau um 1970 |                                     |
| 09045641 | Scharnweberstraße 2–124 Am Goldmannpark 24 Aßmannstraße 63, 64, 66 Breestpromenade 2 Dreiserstraße 1/3 Karl-Frank-Straße 3 Kastanienallee 16 Müggelseedamm 189 Rahnsdorfer Straße 1 (Lage) | Dorferweiterung Friedrichshagen, Schulen, Kirche und Wohnhäuser mit Vorgärten                                                    | 09096518 – Scharnweberstraße 124 / Müggelseedamm 183 |                                     |

## Denkmalbereiche (Gesamtanlagen)
| Nr.      | Lage                                                                       | Offizielle Bezeichnung                     | Beschreibung                                                                    | Bild    |
| -------- | -------------------------------------------------------------------------- | ------------------------------------------ | ------------------------------------------------------------------------------- | ------- |
| 09045775 | Löbauer Weg 1/13 Fürstenwalder Damm 407/411 Stillerzeile 3/7, 11/27 (Lage) | Wohnanlage                                 | 2 Wohnzeilen, 1925–1929                                                         |         |
| 09045775 | Löbauer Weg 1/13 Fürstenwalder Damm 407/411 Stillerzeile 3/7, 11/27 (Lage) | Wohnanlage                                 | 2 Wohnhäuser                                                                    |         |
| 09045626 | Müggelseedamm 133 Peter-Hille-Straße 128–134 (Lage)                        | Wohnsiedlung                               | 1920 von Bruno Nerlich                                                          |         |
| 09045626 | Müggelseedamm 133 Peter-Hille-Straße 128–134 (Lage)                        | Wohnsiedlung                               | Einzelwohnhaus                                                                  |         |
| 09045747 | Müggelseedamm 164, 166 Josef-Nawrocki-Straße 8, 10 (Lage)                  | Berliner Bürgerbräu                        | Altes Sudhaus mit technischer Einrichtung, um 1900, Umbauten um 1925            |         |
| 09045747 | Müggelseedamm 164, 166 Josef-Nawrocki-Straße 8, 10 (Lage)                  | Berliner Bürgerbräu                        | Maschinenhaus                                                                   |         |
| 09045747 | Müggelseedamm 164, 166 Josef-Nawrocki-Straße 8, 10 (Lage)                  | Berliner Bürgerbräu                        | Lagergebäude                                                                    |         |
| 09045747 | Müggelseedamm 164, 166 Josef-Nawrocki-Straße 8, 10 (Lage)                  | Berliner Bürgerbräu                        | Kesselhaus                                                                      |         |
| 09045747 | Müggelseedamm 164, 166 Josef-Nawrocki-Straße 8, 10 (Lage)                  | Berliner Bürgerbräu                        | Kohlenbunker                                                                    |         |
| 09045747 | Müggelseedamm 164, 166 Josef-Nawrocki-Straße 8, 10 (Lage)                  | Berliner Bürgerbräu                        | Elevator-Turm                                                                   |         |
| 09045747 | Müggelseedamm 164, 166 Josef-Nawrocki-Straße 8, 10 (Lage)                  | Berliner Bürgerbräu                        | Wirtschaftsgebäude                                                              |         |
| 09045747 | Müggelseedamm 164, 166 Josef-Nawrocki-Straße 8, 10 (Lage)                  | Berliner Bürgerbräu                        | Bürogebäude                                                                     |         |
| 09045747 | Müggelseedamm 164, 166 Josef-Nawrocki-Straße 8, 10 (Lage)                  | Berliner Bürgerbräu                        | Gaststätte Bräustübl mit Saalanbau                                              |         |
| 09045747 | Müggelseedamm 164, 166 Josef-Nawrocki-Straße 8, 10 (Lage)                  | Denkmalverlust: Alter Gär- und Lagerkeller | Aberkennung des Status nach 2001                                                |         |
| 09045851 | Müggelseedamm 237 (Lage)                                                   | Mietshaus                                  | 1903 von R. Abbé                                                                |         |
| 09045851 | Müggelseedamm 237 (Lage)                                                   | Mietshaus                                  | Seitenflügel, 1895                                                              |         |
| 09045851 | Müggelseedamm 237 (Lage)                                                   | Mietshaus                                  | Wirtschaftsgebäude, 1898                                                        |         |
| 09045851 | Müggelseedamm 237 (Lage)                                                   | Mietshaus                                  | Gartenpavillon                                                                  |         |
| 09045854 | Müggelseedamm 301–307, 308/310 (Lage)                                      | Wasserwerk Friedrichshagen                 | Wasserwerkmuseum (Maschinenhaus), 1889–1893 von Richard Schultze und Henry Gill |         |
| 09045854 | Müggelseedamm 301–307, 308/310 (Lage)                                      | Wasserwerk Friedrichshagen                 | Schöpfmaschinenhaus                                                             | Nr. 308 |
| 09045854 | Müggelseedamm 301–307, 308/310 (Lage)                                      | Wasserwerk Friedrichshagen                 | Wasserturm                                                                      |         |
| 09045854 | Müggelseedamm 301–307, 308/310 (Lage)                                      | Wasserwerk Friedrichshagen                 | 6 Maschinenhäuser                                                               | Nr. 307 |
| 09045854 | Müggelseedamm 301–307, 308/310 (Lage)                                      | Wasserwerk Friedrichshagen                 | 4 Wohnhäuser                                                                    |         |
| 09045854 | Müggelseedamm 301–307, 308/310 (Lage)                                      | Wasserwerk Friedrichshagen                 | 34 Langsamsandfilter                                                            |         |
| 09045854 | Müggelseedamm 301–307, 308/310 (Lage)                                      | Wasserwerk Friedrichshagen                 | 4 Rieseler (Enteisener)                                                         |         |
| 09045854 | Müggelseedamm 301–307, 308/310 (Lage)                                      | Wasserwerk Friedrichshagen                 | Nebengebäude                                                                    |         |
| 09045854 | Müggelseedamm 301–307, 308/310 (Lage)                                      | Wasserwerk Friedrichshagen                 | Werksgarten                                                                     |         |
| 09045854 | Müggelseedamm 301–307, 308/310 (Lage)                                      | Wasserwerk Friedrichshagen                 | Seewasserpumpstation, 1986–1988                                                 |         |
| 09045855 | Peter-Hille-Straße 36 Ahornallee 40 (Lage)                                 | Bildgießerei Gladenbeck und Sohn AG        | 1887                                                                            |         |
| 09045855 | Peter-Hille-Straße 36 Ahornallee 40 (Lage)                                 | Bildgießerei Gladenbeck und Sohn AG        | Gießerei im Innenhof                                                            |         |

## Baudenkmale
| Nr.                | Lage                                             | Offizielle Bezeichnung                                                               | Beschreibung | Bild                    |
| ------------------ | ------------------------------------------------ | ------------------------------------------------------------------------------------ | --- | ----------------------- |
| 09045834           | Ahornallee 13 (Lage)                             | Wohnhaus Bestandteil des Ensembles Ahornallee                                        | 1876 von Magdeburg & Kurfiss |                         |
| 09045840           | Ahornallee 24 (Lage)                             | Wohnhaus von Erich Mühsam                                                            | um 1890 |                         |
| 09045840           | Ahornallee 24 (Lage)                             | Wohnhaus von Erich Mühsam                                                            | Kutscherwohnung und Remise |                         |
| 09045841           | Ahornallee 38 (Lage)                             | Villa                                                                                | 1926 von Friedrich Brinkmann |                         |
| 09020136 (03/2025) | Albert-Schweitzer-Straße 51 (Lage)               | Städtische Warmbadeanstalt                                                           | 1926–1927 vom Hochbauamt Cöpenick |                         |
| 09045837           | Am Goldmannpark 10 (Lage)                        | Wohnhaus mit Seitenflügel                                                            | Wohnhaus, 1890 von R. Schulz |                         |
| 09045837           | Am Goldmannpark 10 (Lage)                        | Wohnhaus mit Seitenflügel                                                            | Seitenflügel |                         |
| 09045837           | Am Goldmannpark 10 (Lage)                        | Wohnhaus mit Seitenflügel                                                            | Garage |                         |
| 09045838           | Am Goldmannpark 17 (Lage)                        | Wohnhaus                                                                             | 1869 von William Müller | Am Goldmannpark 17      |
| 09045838           | Am Goldmannpark 17 (Lage)                        | Wohnhaus                                                                             | Schuppen |                         |
| 09045839           | Am Goldmannpark 25 (Lage)                        | Wohnhaus                                                                             | 1861–1871 von Thiele sen. & Carlitscheck |                         |
| 09045842           | Aßmannstraße 11 (Lage)                           | Realgymnasium                                                                        | Schulgebäude, 1905 v. Peter Jürgensen & Jürgen Bachmann In der DDR-Zeit Sprachheilschule „Wilhelm Firl“; barockisierende Jugendstilformen, Putzbau mit rustikalem Kalksteinsockel, zwei allegorische überlebensgroße Sitzfiguren beiderseits des Rundbogenportals |                         |
| 09045842           | Aßmannstraße 11 (Lage)                           | Realgymnasium                                                                        | angebautes Rektorenhaus | Rektorenhaus            |
| 09045843           | Aßmannstraße 52 (Lage)                           | Wohnhaus                                                                             | um 1870 |                         |
| 09045843           | Aßmannstraße 52 (Lage)                           | Wohnhaus                                                                             | Remise |                         |
| 09045844           | Aßmannstraße 54 (Lage)                           | Wohnhaus                                                                             | 1872 von William Müller |                         |
| 09045844           | Aßmannstraße 54 (Lage)                           | Wohnhaus                                                                             | Remise |                         |
| 09095685           | Bölschestraße (Lage)                             | Christophoruskirche                                                                  | 1901–1903 von Jürgen Kröger |                         |
| 09095732           | Bölschestraße 6 (Lage)                           | Wohnhaus Bestandteil des Ensembles Kolonistensiedlung Friedrichshagen                | 1873 von H. Carlitscheck |                         |
| 09095732           | Bölschestraße 6 (Lage)                           | Wohnhaus Bestandteil des Ensembles Kolonistensiedlung Friedrichshagen                | Nebengebäude, 4. Viertel 19. Jh. |                         |
| 09095750           | Bölschestraße 25 (Lage)                          | Wohn- und Geschäftshaus Bestandteil des Ensembles Kolonistensiedlung Friedrichshagen | 1891 von H. Carlitscheck |                         |
| 09095753           | Bölschestraße 27–28 (Lage)                       | Wohn- und Geschäftshaus                                                              | 1911 |                         |
| 09095693           | Bölschestraße 58 (Lage)                          | Wohnhaus mit Garten                                                                  | 1872 von William Müller |                         |
| 09095693           | Bölschestraße 58 (Lage)                          | Wohnhaus mit Garten                                                                  | Remise |                         |
| 09095693           | Bölschestraße 58 (Lage)                          | Wohnhaus mit Garten                                                                  | Garten |                         |
| 09095700           | Bölschestraße 66 (Lage)                          | Wohn- und Geschäftshaus Bestandteil des Ensembles Kolonistensiedlung Friedrichshagen | Das Eckgebäude zum Goldmannpark baute der Zimmermeister Hermann Carlitschek 1894/1895. Die abgeschrägte Gebäudeecke, als Berliner Ecke gestaltet, wird durch zweigeschossige Erker und ein Achtecktürmchen mit Schweifhaube (welsche Haube) und Laterne betont. Im Jahr 1914 wurde das Gebäude um eine Etage erhöht. Schmuck an den Fassaden sind ein Risalit und ein Rundbogenportal, über dem in Nischen jeweils eine allegorische Figur steht, Symbole für Handel und Baukunst. In der DDR-Zeit war die Berliner Volksbank Hauptnutzer des Hauses. |                         |
| 09095775           | Bölschestraße 83 (Lage)                          | Wohnhaus Bestandteil des Ensembles Kolonistensiedlung Friedrichshagen                | 1871 von Hermann Carlitscheck |                         |
| 09095775           | Bölschestraße 83 (Lage)                          | Wohnhaus Bestandteil des Ensembles Kolonistensiedlung Friedrichshagen                | Nebengebäude, um 1900 |                         |
| 09095776           | Bölschestraße 84–85 (Lage)                       | Wohn- und Geschäftshaus                                                              | 1908 von Hermann Carlitscheck Das Wohn- und Geschäftshaus ist im Hausflur im Jugendstil ausgemalt. |                         |
| 09095776           | Bölschestraße 84–85 (Lage)                       | Wohn- und Geschäftshaus                                                              | Seitenflügel, 1903 und Remise, um 1920 |                         |
| 09095686           | Bölschestraße 87 (Lage)                          | Rathaus, Polizeirevier Bestandteil des Ensembles Kolonistensiedlung Friedrichshagen  | 1897–1899 von Jürgen Kröger |                         |
| 09095724           | Bölschestraße 115 (Lage)                         | Wohnhaus Bestandteil des Ensembles Kolonistensiedlung Friedrichshagen                | 1. Hälfte 19. Jh. |                         |
| 09095724           | Bölschestraße 115 (Lage)                         | Wohnhaus Bestandteil des Ensembles Kolonistensiedlung Friedrichshagen                | Fachwerkschuppen |                         |
| 09095725           | Bölschestraße 116 (Lage)                         | Wohn- und Geschäftshaus Bestandteil des Ensembles Kolonistensiedlung Friedrichshagen | 1895–1896, Umbau 1905 von Jürgensen & Bachmann |                         |
| 09095725           | Bölschestraße 116 (Lage)                         | Wohn- und Geschäftshaus Bestandteil des Ensembles Kolonistensiedlung Friedrichshagen | Gartenhaus, 1900 von P. Zademack |                         |
| 09095792           | Bölschestraße 125 (Lage)                         | Wohn- und Geschäftshaus Bestandteil des Ensembles Kolonistensiedlung Friedrichshagen | 1913 von Adolf Lehmann |                         |
| 09095792           | Bölschestraße 125 (Lage)                         | Wohn- und Geschäftshaus Bestandteil des Ensembles Kolonistensiedlung Friedrichshagen | Quergebäude |                         |
| 09045845           | Breestpromenade 12 (Lage)                        | ehemaliges Wohnhaus des Gemeindevorstehers                                           | 1876 von William Müller Das im Stil des Spätklassizismus ausgeführte Wohnhaus ist ein eingeschossiger fünfachsiger Putzbau. Die Fassade ist harmonisch gegliedert, der dreiachsige Mittelrisalit ist von einem Giebel bekrönt, in dessen Feld eine Wappenkartusche zwischen zwei Sphingen eingearbeitet ist. |                         |
| 09045846           | Bruno-Wille-Straße 8 (Lage)                      | Wohnhaus                                                                             | um 1890 |                         |
| 09097851           | Bruno-Wille-Straße 37/39 (Lage)                  | Richard-Wagner-Lyzeum                                                                | Schulgebäude, 1925–1927 von Walter Rosenberg und Weber |                         |
| 09097851           | Bruno-Wille-Straße 37/39 (Lage)                  | Richard-Wagner-Lyzeum                                                                | Rektorenwohnhaus mit Einfriedung |                         |
| 09045819           | Fürstenwalder Damm Dahlwitzer Landstraße (Lage)  | S-Bahnhof Friedrichshagen mit Bahnhofshalle                                          | Bahnsteig mit Aufbauten, 1899–1902 von Waldemar Suadicani und Karl Cornelius |                         |
| 09045819           | Fürstenwalder Damm Dahlwitzer Landstraße (Lage)  | S-Bahnhof Friedrichshagen mit Bahnhofshalle                                          | Bahnhofshalle |                         |
| 09045819           | Fürstenwalder Damm Dahlwitzer Landstraße (Lage)  | S-Bahnhof Friedrichshagen mit Bahnhofshalle                                          | nördlicher Zugang |                         |
| 09045847           | Fürstenwalder Damm 444 (Lage)                    | Villa                                                                                | 1874 von William Müller |                         |
| 09045820           | Fürstenwalder Damm 474 (Lage)                    | Wohnhaus                                                                             | nach 1875; Das zweigeschossige verputzte Wohnhaus ist im Stil des Spätklassizismus ausgeführt. Ein Altan auf ionischen Säulen betont die Gebäudemitte. Die einachsigen Seitenteile sind in Risalitform vorgezogen und mit einem Giebel überhöht. Das Konsolgebälk zeigt Maskenschmuck. |                         |
| 09045820           | Fürstenwalder Damm 474 (Lage)                    | Wohnhaus                                                                             | Seitliche Remisen |                         |
| 09045821           | Fürstenwalder Damm 475 (Lage)                    | Wohnhaus                                                                             | 1890 von F. Hinze |                         |
| 09045822           | Hahns Mühle 12 (Lage)                            | Friedrichshagener Bootshaus an der Müggelspree                                       | 1912 von Franz Abbé, für den Friedrichshagener Ruderclub 1892, einen reinen Männersportverein, errichtet. Auch im Jahr 2018 noch immer für den entsprechenden Verein in Nutzung. |                         |
| 09045789           | Josef-Nawrocki-Straße Müggelschlößchenweg (Lage) | Spreetunnel Siehe auch Denkmalliste Köpenick                                         | Nordeingang, 1926–1927 von Sievers und H. La Baume (siehe auch Gartendenkmal Müggelpark) | Spreetunnel             |
| 09045789           | Josef-Nawrocki-Straße Müggelschlößchenweg (Lage) | Spreetunnel Siehe auch Denkmalliste Köpenick                                         | Spreetunnel | Spreetunnel             |
| 09045826           | Josef-Nawrocki-Straße 10 (Lage)                  | Villa                                                                                | Villa, um 1875 | Weiße Villa             |
| 09045826           | Josef-Nawrocki-Straße 10 (Lage)                  | Villa                                                                                | Pavillon |                         |
| 09045856           | Josef-Nawrocki-Straße 11 (Lage)                  | Depot der Dampfstraßenbahn und Pferdebahn                                            | Ställe, 1891 von Georg von Kreyfeld |                         |
| 09045856           | Josef-Nawrocki-Straße 11 (Lage)                  | Depot der Dampfstraßenbahn und Pferdebahn                                            | Wohnhaus, 1891 von Georg von Kreyfeld |                         |
| 09045825           | Josef-Nawrocki-Straße 32 (Lage)                  | Wohnhaus                                                                             | 1887 von E. Schrammer |                         |
| 09045825           | Josef-Nawrocki-Straße 32 (Lage)                  | Wohnhaus                                                                             | Gartenhaus, 1906 |                         |
| 09045857           | Kastanienallee 9 (Lage)                          | Wohnhaus Bruno Wille                                                                 | 1891 von E. Schrammer |                         |
| 09045625           | Müggelseedamm 8/10 (Lage)                        | Villa Miether mit Fachwerkremise                                                     | Villa, 1874 von Eduard Titz, 1974–1976 überformt. In den 1970er Jahren wurde die Attika zu einem Vollgeschoss ausgebaut. Der am Müggelsee stehende Putzbau besitzt zwei Etagen und ist in sieben Achsen gegliedert. Die Architektur wird der Schinkel-Schule zugeordnet. Die Hauptfassade ist durch zweiachsige Seitenrisalite und eine zentral gelegene Terrasse betont. Auf der Ostseite befindet sich ein Balkon-tragender Portalvorbau, auf der Westseite befinden sich ein dreiachsiger Altan, eine Freitreppe und eine Terrasse. Die Türen und Fenster im Erdgeschoss sind rundbogig, in der ersten Etage ädikulaartig gerahmt und mit einem Relief verziert, das spielende Kinder zeigt. An der nordwestlichen Gebäudeecke sind zwei Ädikulä mit Figuren im antikischen Stil und Reliefs mit Szenen aus der Mythologie erwähnenswert. Vor der Hauptfassade ist ein Brunnen aus Kunststein aufgestellt, der ebenfalls eine Gruppe spielender Kinder darstellt. (siehe auch Gartendenkmal Villengarten) |                         |
| 09045625           | Müggelseedamm 8/10 (Lage)                        | Villa Miether mit Fachwerkremise                                                     | Remise |                         |
| 09045848           | Müggelseedamm 131 (Lage)                         | Gießerei Oskar Gladenbeck                                                            | um 1898 |                         |
| 09045849           | Müggelseedamm 132 (Lage)                         | Villa Oskar Gladenbeck                                                               | Villa, 1888 von E. Schrammer | Klingelschild           |
| 09045849           | Müggelseedamm 132 (Lage)                         | Villa Oskar Gladenbeck                                                               | Seitenflügel |                         |
| 09045849           | Müggelseedamm 132 (Lage)                         | Villa Oskar Gladenbeck                                                               | Einfriedung und Villengarten, 1888 von E. Schrammer |                         |
| 09045850           | Müggelseedamm 134 (Lage)                         | Wohnhaus                                                                             | 1853 |                         |
| 09045746           | Müggelseedamm 148 (Lage)                         | Wohnhaus                                                                             | 1870–1873 von Hermann Carlitscheck |                         |
| 09045746           | Müggelseedamm 148 (Lage)                         | Wohnhaus                                                                             | Bürogebäude, um 1895, Umbau 1904 & 1926 |                         |
| 09045746           | Müggelseedamm 148 (Lage)                         | Wohnhaus                                                                             | Sägewerk mit Schornstein, 1922 |                         |
| 09045827           | Müggelseedamm 182 (Lage)                         | Büdnerhaus & Wohnhaus                                                                | Büdnerhaus 1855, Umbau 1874 von August Campe |                         |
| 09045827           | Müggelseedamm 182 (Lage)                         | Büdnerhaus & Wohnhaus                                                                | Wohnhaus, um 1875 von August Carlitscheck |                         |
| 09045827           | Müggelseedamm 182 (Lage)                         | Büdnerhaus & Wohnhaus                                                                | Stallgebäude, um 1875 von August Carlitscheck |                         |
| 09045827           | Müggelseedamm 182 (Lage)                         | Denkmalverlust: Stall                                                                | Stall errichtet um 1912, Abrissjahr unbekannt |                         |
| 09045627           | Müggelseedamm 208 (Lage)                         | Fabrik                                                                               | um 1880 |                         |
| 09045748           | Müggelseedamm 218 (Lage)                         | Wohnhaus                                                                             | um 1875 |                         |
| 09045628           | Müggelseedamm 226 (Lage)                         | Villa                                                                                | 1896 von August Röhr |                         |
| 09045624           | Müggelseedamm 240 (Lage)                         | Landhaus                                                                             | um 1900 |                         |
| 09045852           | Müggelseedamm 246 (Lage)                         | Villa                                                                                | 1903 von W. Hahn |                         |
| 09045852           | Müggelseedamm 246 (Lage)                         | Villa                                                                                | Gartenhaus, 1920 von Erich Möllinger |                         |
| 09045853           | Müggelseedamm 254 (Lage)                         | Wohnhaus von W. Bölsche                                                              | 1903 von Gottlieb Böttcher |                         |
| 09045823           | Müggelseedamm 310 (Lage)                         | Institut für Fischereiwesen und Fischzucht mit Werksgarten                           | 1906–1908 von Baurat Heydemann | Museum des Wasserwerkes |
| 09031276           | Löcknitzstraße 45 (Lage)                         | Wohnhaus Gloeden                                                                     | 1934 von Friedrich Brinkmann |                         |
| 09045777           | Peter-Hille-Straße 78 (Lage)                     | Ratswaage                                                                            | 4. Viertel 19. Jh. |                         |
| 09045824           | Weg zur Quelle 9 (Lage)                          | Villa mit Turm und Remisen                                                           | um 1880 |                         |
| 09045824           | Weg zur Quelle 9 (Lage)                          | Villa mit Turm und Remisen                                                           | Remisen |                         |
| 09045818           | Wißlerstraße 2 Weg zur Quelle 13 (Lage)          | Turmvilla                                                                            | um 1899 |                         |

## Gartendenkmale
| Nr.      | Lage                                               | Offizielle Bezeichnung   | Beschreibung                                                            | Bild                       |
| -------- | -------------------------------------------------- | ------------------------ | ----------------------------------------------------------------------- | -------------------------- |
| 09046020 | Aßmannstraße 12 Peter-Hille-Straße 86/100 (Lage)   | Friedhof Friedrichshagen | Friedhof, 1831–1832 angelegt, 1881 und 1898 erweitert                   |                            |
| 09046020 | Aßmannstraße 12 Peter-Hille-Straße 86/100 (Lage)   | Friedhof Friedrichshagen | Kapelle, 1904–1905                                                      | Kapelle                    |
| 09046020 | Aßmannstraße 12 Peter-Hille-Straße 86/100 (Lage)   | Friedhof Friedrichshagen | Portal, 1934 von Friedrich Brinkmann                                    | Portal                     |
| 09046020 | Aßmannstraße 12 Peter-Hille-Straße 86/100 (Lage)   | Friedhof Friedrichshagen | Grabmal Johannes Bobrowski, 1965 von Wieland Förster                    | Bobrowski-Grab             |
| 09046022 | Hinter dem Kurpark 29 Dahlwitzer Landstraße (Lage) | Kurpark Friedrichshagen  | Kurpark, um 1880                                                        | Kurpark Friedrichshagen    |
| 09046022 | Hinter dem Kurpark 29 Dahlwitzer Landstraße (Lage) | Kurpark Friedrichshagen  | Freilichtbühne, 1930 Jacob von Mattheiem (Naturtheater Friedrichshagen) | Kurpark Friedrichshagen    |
| 09046022 | Hinter dem Kurpark 29 Dahlwitzer Landstraße (Lage) | Kurpark Friedrichshagen  | Senkgarten                                                              | Kurpark Friedrichshagen    |
| 09046028 | Hirteplatz (Lage)                                  | Platzanlage mit Obelisk  | 1870                                                                    | Obelisk                    |
| 09046028 | Hirteplatz (Lage)                                  | Platzanlage mit Obelisk  | Obelisk, 1895                                                           | Obelisk                    |
| 09046029 | Josef-Nawrocki-Straße (Lage)                       | Müggelpark               | Park, 1920–1921, 1950 (siehe auch Baudenkmal Spreetunnel)               |                            |
| 09046029 | Josef-Nawrocki-Straße (Lage)                       | Müggelpark               | Plastiken von Theo Balden und Ingeborg Hunzinger                        | Skulptur                   |
| 09046029 | Josef-Nawrocki-Straße (Lage)                       | Müggelpark               | Bedürfnisanstalt, um 1925                                               | ehemalige Bedürfnisanstalt |
| 09046031 | Müggelseedamm 8/10 (Lage)                          | Villengarten             | 1874 (siehe auch Baudenkmal Villa Miether)                              |                            |